# Kostenfreier Nahverkehr
Der kostenfreie Nahverkehr für alle Menschen oder bestimmte Personengruppen oder zu bestimmten Zeiten ist eine Alternative im öffentlichen Personenverkehr zum Transport per Tarifsystem mit einem Sortiment darauf aufbauender Fahrkartenarten. Ein Hintergrund ist die Idee vom Recht auf Mobilität.

## Konzept
Für die Fahrt ist kein Fahrpreis zu entrichten. Die Fahrt ist jedoch nicht immer fahrscheinfrei – beispielhaft genannt sei Tallinn, dessen Einwohner den dortigen ÖPNV zwar kostenfrei nutzen können, sich dafür aber zuvor eine elektronische Karte besorgen müssen. In vielen Städten finden sich auch partielle Realisierungen eines kostenfreien Nahverkehrs, d. h. dieser gilt nur für bestimmte Verkehrsarten, Linien, Betriebszeiten oder Personengruppen, wie beispielsweise Schwerbehinderte mit bestimmten Merkzeichen (bundesweit durch die unentgeltliche Beförderung), Senioren, Veteranen oder Kinder. Oft gibt es auch eine Beschränkung auf Einwohner der jeweiligen Gemeinde. Realisierbar ist dies, da Ticketerlöse nur einen Teil der tatsächlichen Kosten widerspiegeln, sowie unter der Bereitschaft, gesamtgesellschaftliche Nutzeneffekte höher zu gewichten. Auch der Autoverkehr arbeitet nicht kostendeckend und muss laut Verkehrsclub Deutschland aus allgemeinen Mitteln mit jährlich rund 150 Euro pro Person subventioniert werden.

## Geschichte
Die Idee eines kostenfreien Nahverkehrs wurde erstmals in den 1970er Jahren formuliert. Der Schriftsteller Josef Reding forderte bereits 1971: „Ein großflächiger Verkehrsverbund mit einheitlichem Niedrig- oder Nulltarif wäre die Lösung des Nahverkehrsproblems der Städte. Dem Menschen in den Ballungsräumen muß eine preismäßig erschwingliche Transportmöglichkeit als Grundrecht zugestanden werden.“
Udo Becker, Professor für Verkehrsökologie an der Technischen Universität Dresden, ist sich sicher, dass heutzutage „jeder Professor in Deutschland den Nulltarif theoretisch für eine gute Idee hält“.
Ende Februar 2020 führte Luxemburg als erstes Land der Welt einen kostenlosen Nahverkehr ein. Seit Oktober 2022 ist auch in Malta der ÖPNV kostenlos. Seit 2025 ist der Nahverkehr in Belgrad (1,4 Millionen Einwohner) kostenlos. Auch in den USA gibt es zahlreiche Großstädte mit kostenlosem ÖPNV, etwa Albuquerque und Tucson.

## Vorteile
Ökonomische Aspekte ergeben sich aus einer direkten Einsparung komplexer Ticket- und Tarifsysteminfrastrukturen und damit betrauter Personenkreise (Konzeption, Verkauf, Wartung, Kontrolle). Eine verbesserte Auslastung der Verkehrskapazität führt aufgrund der degressiven Grenzkosten zu einem effizienteren Betrieb und zu niedrigeren Beförderungskosten pro Fahrgast. Mehr städtische Besucher mit in Folge steigenden Einzelhandelsumsätzen können zusätzliche kommunale Einnahmen generieren.
Umwelt-Aspekte ergeben sich aus dem Rückgang des motorisierten Individualverkehrs:

Verkehrsberuhigung, CO₂-Klimabilanz (Verkehr ist der einzige Sektor, der seine Emissionen seit 1990 nicht mindern konnte), Verkehrsunfallbilanz, Einhaltung der Grenzwerte für Stickoxide und Feinstaub.
Soziale Aspekte sind ein Zugewinn an Lebensqualität und eine flexiblere und breitere Mobilitäts-Teilhabe.

## Risiken
- Steigende Fahrgastzahlen können Investitionen in den Linienausbau notwendig machen.
- Der Umstieg von Autofahrern erfolgt nicht immer in der prognostizierten Höhe, umgekehrt kann ein zu starker Zuspruch eine Kofinanzierung über z. B. City-Maut oder Parkplatzgebühren unterminieren.
- Vermehrt Kurzstreckenfahrgäste
- Umstiegseffekte aus der an sich erwünschten Gruppe der Fußgänger und Radfahrer[9]
- Ein kostenloser ÖPNV kann keine zeitliche Verschiebung von Verkehren aus der Spitzenlastzeit in Schwachlastzeiten leisten.[10]

## Finanzierung
Fahrpreisbehafteter öffentlicher Personennahverkehr arbeitet normalerweise nicht kostendeckend und muss zum überwiegenden Teil quersubventioniert werden. In kleinen, wenig frequentierten Städten, beispielsweise in Lübben und dem weitflächigen Templin, kann der Zuschussanteil bei über 80 % liegen, in Metropolen wie Berlin bei rund 50 %. Insgesamt lag 2008 die Subventionsquote bei 63 %, während 37 % der Gesamtsumme nutzerfinanziert waren (Ticketerlöse) – dies entspricht 9 der 25 Milliarden Euro Gesamtkosten.
Der kostenfreie Nahverkehr erfolgt zu 100 % umlagefinanziert. Dem Verband Deutscher Verkehrsunternehmen zufolge würde eine bundesweite Umsetzung mindestens 12 Milliarden Euro erfordern.
Bei gesamtheitlicher Betrachtung ergeben sich finanzielle Nutzeneffekte, die nicht immer direkt quantifizierbar sind, wie Standortqualität, Attraktivitäts- und Imagegewinn. Eine verbesserte ÖPNV-Anbindung etwa führt zur Wertsteigerung der Grundstücke. Dagegen summiert sich allein in Berlin der volkswirtschaftliche Schaden durch Verkehrsunfälle auf jährlich 1,1 Milliarden Euro.

## Situation nach Ländern
Hinweis: Die freie Beförderung von Kindern unter 6 Jahren wird in den einzelnen Abschnitten nicht erwähnt, da sie fast überall die Regel ist. In einigen aufgeführten Ländern (etwa Kroatien und Ungarn) ist auch der Fernverkehr für bestimmte Personengruppen kostenlos.

### Ägypten
Senioren ab 70 Jahren können seit dem 15. Oktober 2020 den öffentlichen Nah- und Fernverkehr gratis nutzen.

### Australien
- Adelaide, 1.368.000 Einwohner: 4 Buslinien können gratis benutzt werden, außerdem die Strassenbahn innerhalb der Free Tram Zone.[14] Inhaber einer South Australian Seniors Card fahren gratis. Die Karte erhalten Einwohner von South Australia, die mindestens 60 Jahre alt sind und nicht mehr als 20 Stunden in der Woche arbeiten.[15]
- Australian Capital Territory, 470.000 Einwohner: Inhaber einer ACT Seniors Card haben ab 60 Jahren freie Fahrt (an Werktagen nur außerhalb der Hauptverkehrszeiten), ab 70 Jahren rund um die Uhr. Die Voraussetzung für die ACT Seniors Card ist neben der Erreichung der Altersgrenze ein Wohnsitz im Australian Capital Territory und dass nur max. 20 Stunden pro Woche gearbeitet wird.[16]
- Brisbane, 2.288.000 Einwohner: Diverse Gratisbusse: City Loop, Spring Hill Loop und South Brisbane Loop.[17] Auch die CityHopper-Fähre  ist kostenlos.[18]
- Canberra, 453.000 Einwohner: Der kostenlose Bus Free City Loop fährt Montag bis Freitag im 10-Minuten-Takt durch die Innenstadt Canberras.[19] Ab dem 6. Dezember 2024 kann der ÖPNV Canberras 12 Monate lang jeden Freitag gratis genutzt werden.[20]
- Melbourne, 4.725.000 Einwohner: City Circle tram und der Tram-Verkehr zwischen allen Haltestellen auf und innerhalb ihrer Streckenführung (sowie einige weitere Haltestellen außerhalb) unabhängig von der Linie (Free Tram Zone).[21]
- Northern Territory: Kostenloser Busverkehr in den Städten des Northern Territory seit Juli 2024.[22] Inhaber einer NT Seniors Card fahren gratis in den Bussen in Darwin und Alice Springs. Die Karte kann jeder Resident ab 60 Jahren erhalten.[23]
- Perth, 2.086.000 Einwohner: In Perth gibt es eine Free Transit Zone, in der Busse ohne Fahrschein benutzt werden können. Inhaber einer SmartRider-Card können in dieser Zone auch Züge gratis benutzen.[24]
- Queensland 5.248.000 Einwohner: Der öffentliche Nahverkehr ist seit dem 5. August 2024 für symbolische 0,50 AUD (30 Cent) nutzbar, unabhängig von der Strecke und dem Verkehrsmittel. Dies galt zunächst für 6 Monate.[25] Später wurde entschieden, den symbolischen Preis dauerhaft beizubehalten.[26]
- Victoria (Australien), 6.649.000 Einwohner: Ab 2026 freie Beförderung für Personen unter 18 Jahren.[27] Ab 2026 freie Beförderung für Inhabern der Victorian Seniors Card an Wochenenden. Derzeit (2025) ist die Beförderung für Inhaber der Victorian Seniors Card auf kurzen Strecken, etwa innerhalb von Melbourne, an Wochenenden gratis. Die Karte wird an Bewohner Victorias ausgegeben, die mindestens 60 Jahre alt sind und maximal 35 Wochenstunden arbeiten.[28]
- Western Australia: Kostenfreie Beförderung für alle an Sonntagen seit 4. Februar 2024. Außerdem kostenfreie Beförderung von Schülern von Montag bis Freitag (seit 5. Februar 2024).[29]   Senioren haben mit der WA Senior Card freie Fahrt in Western Australia, an Werktagen jedoch nur außerhalb der Hauptverkehrszeiten. Für den Erhalt der Karte wird vorausgesetzt, dass man in Western Australia lebt, mindestens 65 Jahre alt ist und max. 25 Stunden in der Woche arbeitet.[30]

### Barbados
Einwohner ab 65 Jahren haben seit Oktober 2023 freie Fahrt.

### Belgien
Bei der belgischen Bahngesellschaft SNCB werden bis zu 4 Kinder (bis zu 11 Jahren) in Begleitung eines Erwachsenen gratis befördert.
- Brügge, 119.000 Einwohner: Täglich zwischen 7:00 und 19:00 Uhr verkehrt ein kostenloser Shuttlebus zwischen Bahnhof und Innenstadt. Der City-Shuttle fährt zu 100 Prozent elektrisch.[33]
- Gent, 265.000 Einwohner: Freie Fahrt für Kinder von 6 bis 14 Jahren mit namensgebundener MOBIB-Karte.[34]
- Hasselt, Belgien, 80.000 Einwohner, seit 1997. Die Kostenfreiheit wurde 2014 auf Personen bis zum Alter von 19 Jahren und ab 65 Jahren beschränkt. Erwachsene zahlen ein geringes Entgelt (60 Cent).[35]
- Der Verkehrsbetrieb für die Region Brüssel, Société des Transports Intercommunaux de Bruxelles/Maatschappij voor het Intercommunaal Vervoer te Brussel, hat 2020 angekündigt, ab September 2021 alle Personen unter 25 Jahren gratis zu befördern.[36] Letztlich wurde dies nicht umgesetzt, aber es wurden sehr billige Jahreskarten für die Altersgruppe von 18 bis 24 Jahren eingeführt (12 Euro/Jahr).[37] Auch in Brüssel lebende Senioren ab 65 Jahren fahren seit Juli 2023 für den symbolischen Preis von 12 Euro im Jahr.[38] 6- bis 11-Jährige fahren mit einer namensgebundenen MOBIB-Karte kostenlos.[39]
- Wallonische Region, 3.662.000 Einwohner: Beim Nahverkehrsanbieter der wallonischen Region, Transport en Commun, fahren 6- bis 11-Jährige mit einer namensgebundenen MOBIB-Karte kostenlos. 18- bis 24-Jährige sowie Personen ab 65 können für den symbolischen Preis von 12 € ein Jahresabonnement erwerben. Auch hierfür wird eine namensgebundene MOBIB-Karte benötigt (Preis 5 Euro, 5 Jahre Gültigkeit).[40]

### Bosnien und Herzegowina
- Banja Luka, 184.000 Einwohner: Seit Mai 2024 kostenlose ÖPNV-Karten für Rentner und Personen ab 65 Jahren.[41]
- Sarajevo, 291.000 Einwohner: Alle Schüler und Studenten werden seit Mai 2023 gratis befördert.[42] Der Anfang 2024 eingeführte Nachtverkehr ist kostenlos.[43]

### Brasilien
Gemäß Artikel 230 der brasilianischen Verfassung haben Personen ab 65 Jahren das Recht auf kostenlose Nutzung des ÖPNV. 2024 wurde dieses Recht auf Personen von 60 bis 64 Jahren ausgeweitet, die nicht mehr als den doppelten Mindestlohn im Monat erhalten. Der Mindestlohn liegt 2024 bei ca. 404 Euro.
- Caucaia, 389.000 Einwohner: Kostenloser ÖPNV seit 2021.[46]
- Maricá, 161.000 Einwohner: Die Gemeinde betreibt seit 2015 einen eigenen öffentlichen Transport mit 30 innerstädtischen Buslinien. Die Passagiere fahren auf diesen städtischen Linien gratis.[47]
- São Paulo 11.254.000 Einwohner: Seit 2023 freie Beförderung für Personen ab 60 Jahren.[48] Seit Dezember 2023 ist die Beförderung in den städtischen Bussen an Sonntagen generell gratis.[49]

### Bulgarien
Seit Februar 2024 werden alle Kinder unter 14 Jahren kostenfrei im öffentlichen Nahverkehr befördert. Voraussetzung ist der Besitz einer entsprechenden elektronischen Karte.
- Stambolijski, 10.000 Einwohner: Kostenloser ÖPNV seit 2019.[51]

### China
- Peking: Residenten ab 60 Jahren erhalten seit November 2018 eine spezielle Karte, mit der sie Busse gratis benutzen können, jedoch nicht die U-Bahn.[52]

### Dänemark
- Ærø, 6.000 Einwohner: Die zwei Buslinien der Insel sind für alle Nutzer kostenlos.[53]
- Fredericia Kommune, 52.000 Einwohner: Kostenloser ÖPNV seit Juli 2025.[54]
- Holstebro Kommune, 59.000 Einwohner: Kostenloser ÖPNV seit 2025.[55]
- Læsø, 1.800 Einwohner: Kostenloser Nahverkehr.[56]
- Slagelse, 35.000 Einwohner: Hier verkehren drei kostenlose, nach Farben benannte Buslinien. Sie verkehren nur an Werktagen außerhalb der Schulferien.[57]
- Vesthimmerlands Kommune, 36.000 Einwohner: Gratis-ÖPNV für Kinder bis zu 15 Jahren.[58]

### Deutschland
Im Jahr 2021 befürworteten 84 Prozent aller Befragten in einer repräsentativen Befragung im Zusammenhang mit der Studie „Klimaschutz und gesellschaftlicher Zusammenhalt in Deutschland“ die Einführung eines kostenlosen ÖPNV.
Soldaten der Bundeswehr in Uniform können seit 2020 kostenfrei die 2. Klasse in Zügen der Deutschen Bahn benutzen.
Kinder bis einschließlich 14 Jahre reisen in Zügen der Deutschen Bahn kostenfrei mit einer zahlenden Begleitperson, die mindestens 15 Jahre ist.
Der Schwerbehindertenausweis ermöglicht bei Vorliegen bestimmter Merkzeichen die unentgeltliche Beförderung.

#### Baden-Württemberg
- Im Landkreis Calw war von November 2021 bis Oktober 2022 der Nahverkehr mit Bussen an Wochenenden kostenlos.[62]
- In Heidelberg wurde die schrittweise Einführung eines kostenlosen ÖPNV angekündigt: Noch 2021 sollte der ÖPNV am Wochenende für alle kostenfrei werden. Ab 2022 sollten unter 18-Jährige und Rentner gratis fahren. 2023 sollte Stufe 3, in der Busse und Bahnen für alle gratis sein sollen, folgen.[63] Die zu Ende November 2021 geplante Einführung des Gratis-ÖPNV am Wochenende wurde wegen der Pandemielage auf das Frühjahr 2022 verschoben.[64] Im April 2022 wurden die Pläne dahingehend modifiziert, dass ein Gratis-Nahverkehr nur noch für unter 18-Jährige angestrebt wird.[65] Zum 1. September 2022 wurde ein Monatsticket für 3 Euro für Kinder, Jugendliche und Schüler unter 21 Jahren eingeführt. Personen ab 60 Jahren erhielten bis August 2023 eine bezuschusste Karte ab 60 und zahlten nur 365 Euro im Jahr.[66] Seit September 2023 zahlen Kinder, Schüler und Jugendliche 9 Euro im Monat für das landesweit gültige Jugendticket BW (seit Dezember 2023 ersetzt durch das Deutschlandticket JugendBW), Personen ab 60 Jahren erhalten keine bezuschusste Karte mehr.[67]
- Die Rheinfähre Plittersdorf–Seltz, die von Rastatt auf die französische Seite des Flusses fährt, kann kostenlos benutzt werden.
- In Ravensburg und Umgebung ist der Verkehr seit dem 6. Juli 2024 an Samstagen kostenlos. Das gilt für die Stadt- und Regionalbusse ebenso wie für die Züge der Bodensee-Oberschwaben-Bahn von Niederbiegen bis Oberzell. Wer das kostenlose Angebot nutzen möchte, benötigt aus statistischen Gründen einen digitalen Fahrschein.[68]
- In Reutlingen und Umgebung können Fahrgäste seit dem 6. Juli 2024 an Samstagen kostenlos mit dem Bus fahren. Ausgenommen von dieser Regelung sind die Schnellbuslinie eXpresso und die Bahn.[69]
- Die zwei Stadtbuslinien in Schwetzingen sowie die im Stadtgebiet liegende Teilstrecke der Linie 711 können seit Januar 2023 kostenlos benutzt werden.[70]
- Die Gemeinde St. Leon-Rot führte im Januar 2022 einen Nulltarif im städtischen Busverkehr ein.[71] Nach einem Dreivierteljahr beschloss der Gemeinderat, wieder zum VRN-Tarif zurückzukehren, um die kommunalen Finanzen zu entlasten. Seit Januar 2023 gilt dort wieder die VRN-Preisstufe 0.[72]
- Die Beschäftigten in der Verwaltung der Stadt Stuttgart sowie in deren Eigenbetrieben und dem Klinikum Stuttgart erhalten seit Mai 2023 das Deutschlandticket kostenlos.[73]
- In Tübingen[74] gibt es seit 10. Februar 2018 den „ticketfreien Samstag“, wodurch jeden Samstag (einschließlich Sonntag bis 5 Uhr) alle Stadtbusse sowie die Ammertalbahn bis Unterjesingen kostenlos und ohne Ticket benutzt werden können.[75]
- Die nebeneinander liegenden Städte Ulm und Neu-Ulm boten seit April 2019 einen kostenlosen Nahverkehr am Samstagen an.[76] Im Dezember 2019 wurde dieses Angebot bis Ende 2022 verlängert.[77] Im Juli 2021 wurde berichtet, dass der ticketfreie Samstag in Ulm und Neu-Ulm nur noch bis zum Ende des Jahres 2021 fortgeführt würde.[78]
- In Villingen-Schwenningen ist der ÖPNV seit Dezember 2023 am Samstagen kostenlos.[79]
- Die Gemeinde Walldorf führte im Januar 2022 einen Nulltarif im Ortsverkehr ein. Zum Januar 2025 wurde die Regelung ausgesetzt, weil der VRN und die Verkehrsunternehmen laut Gemeinderat „intransparent“ abgerechnet hätten. Diese hätten etwa 300.000 Euro Fahrgeldausfälle geltend gemacht, ohne einen Nachweis über die Zahl der beförderten Fahrgäste zu erbringen. Diese Kosten seien fünf- bis sechsmal so hoch wie prognostiziert, weshalb 2025 vorläufig ein Ortstarif zu 1 Euro pro Fahrt gilt. Die Fraktionen im Gemeinderat halten sich ausdrücklich offen, 2026 wieder einen Nulltarif einzuführen. Als Bedingung stellen sie die Ausstattung der Busse mit Fahrgastzählsystemen, um den Tarif transparent abrechnen zu können.[80][81]

#### Bayern
- In Aschaffenburg wurde am 1. Dezember 2018 der „ticketfreie Samstag“ im öffentlichen Nahverkehr der Stadt eingeführt. Er gilt für die Stadtbusse und den Bahnverkehr zwischen Aschaffenburg Hauptbahnhof und Obernau.[82] Im Oktober 2024 beschloss der Stadtrat, das Angebot unbefristet zu verlängern.[83]
- In Augsburg wird seit dem 1. Januar 2020 der Nahverkehr in der Innenstadt für alle Fahrgäste kostenfrei angeboten. Eingeführt wurde eine sogenannte „City-Zone“, die sich vom Königsplatz / Moritzplatz jeweils eine Haltestelle weit erstreckt. Somit wird auch der Augsburger Hauptbahnhof eine Station in der City-Zone.[84]
- Im Landkreis Cham fahren dort ansässige Schüler, Studenten und Schwerbehinderte bis 23 Jahre an Schultagen ab 14 Uhr kostenlos, in den Schulferien und an Wochenenden ganztägig.[85]
- Der Nahverkehr in der Innenstadt von Erlangen ist seit dem 1. Januar 2024 im Rahmen eines dreijährigen Pilotprojekts kostenlos.[86]
- Seit 2020 durften im Landkreis Miesbach lebende Senioren ab 65 Jahren gratis in der Tarifzone „Oberland“ des Regionalverkehr Oberbayern fahren. Dazu wurde eine entsprechende Silver-Ager-Card ausgegeben.[87][88] Die kostenlosen Seniorenkarten entfielen jedoch zum 1. Dezember 2023.[89]
- In Penzberg in Oberbayern durften alle Schüler Penzberger Schulen seit Anfang 2019 den Stadtbus gratis benutzen. Dies galt auch an den Wochenenden und in den Ferien. Die Regelung endete zum Jahresbeginn 2025.[90]
- Die Stadt Pfaffenhofen an der Ilm hat im September 2018 beschlossen[91], dass ab dem 10. Dezember 2018 das dann aus acht Linien bestehende Stadtbussystem ausgeweitet, weitestgehend auf einen 30-Minuten-Takt verdichtet und für alle Nutzer unentgeltlich angeboten wird.[91] Gleichzeitig werden bisher unerschlossene Stadtbereiche abgedeckt und im Rufbussystem, das die Ortsteile in der Fläche bedient, wird der Preis von 3,60 Euro auf 1,50 Euro pro Einzelfahrt gesenkt. Zusammen mit der Stärkung der Radinfrastruktur, einer geänderten Parkraumbewirtschaftung und weiteren Verkehrslenkungsmaßnahmen verspricht sich die Stadt damit eine deutliche Stärkung des Umweltverbundes. Pfaffenhofen an der Ilm besitzt aktuell eine der höchsten Kfz-Dichten Deutschlands. Die Resonanz ist deshalb eher durchwachsen.[92] Im Juli 2025 beschloss der Stadtrat die Verlängerung des Angebotes bis Mitte 2027.[93]
- Der Stadtbus von Viechtach in Niederbayern kann seit November 2018 kostenfrei benutzt werden.[94]
- Die Stadtbusse in Weilheim waren ab Januar 2020 für zwei Jahre gratis.[95] Seit Januar 2022 sind sie wieder kostenpflichtig – Kinder bis zu 14 Jahren sowie Schüler fahren jedoch weiterhin umsonst.[96]
- Der Stadtrat von Wolfratshausen beschloss im Dezember 2019, dass ortsansässige Senioren (ab 65 Jahre) den Stadtbus ab 1. Januar 2020 kostenfrei nutzen dürfen. Dazu erhalten sie von der Stadt bezahlte Einzelfahrkarten.[97]

#### Berlin
- Die SPD Berlin beschloss auf ihrem Landesparteitag im November 2018, die Freifahrt für Kinder und Jugendliche bis 16 Jahren einzuführen.[98] Die Koalitionspartner stimmten zu. Im Mai 2019 wurde bekannt, dass die konkrete Regelung jedem Schüler mit dem Berliner Schülerausweis I (d. h., allen Schülern von allgemeinbildenden Schulen sowie berufsbildenden Schulen mit Vollzeitunterricht, nicht jedoch Schülern im zweiten Bildungsweg) ohne Altersbegrenzung das kostenlose Schülerticket Berlin zubilligt. Schüler, die auf Schulen in Brandenburg gehen, jedoch in Berlin leben, erhalten das Ticket ebenfalls. Es gilt nur im Tarifbereich AB. Ein Fahrrad kann kostenlos mitgenommen werden. Die Neuregelung trat zum 1. August 2019 in Kraft.[99]
- Von 1989 bis 1991 beförderte die M-Bahn genannte Magnetbahn kostenfrei Passagiere.

#### Brandenburg
- Landkreis Ostprignitz-Ruppin, 99.000 Einwohner: Schüler in Ostprignitz-Ruppin erhalten seit Juli 2023 kostenlos das Deutschlandticket.[100]
- Templin, Deutschland, 16.000 Einwohner, 1998–2003. Steigerung der Passagierzahlen von 41.000 auf 350.000. Aufgrund des Fahrgastzuwachses 2003 Umwandlung in ein freiwilliges Bürgerticket-System. Kofinanzierung über Kurgäste.[2]
- Landkreis Uckermark, 118.000 Einwohner: Seit dem 28. August 2023 können alle Schüler des Landkreises zu jeder Zeit kostenlos alle Busverbindungen im Landkreis nutzen, jedoch keine Bahnverbindungen.[101]

#### Bremen
- Carsten Sieling, damaliger Bürgermeister der Freien Hansestadt Bremen, kündigte an, bei einem Sieg der SPD bei der Bürgerschaftswahl in Bremen 2019 den kostenlosen Personennahverkehr für Kinder und junge Erwachsene bis 18 Jahre einzuführen.[102] Auch die CDU Bremen kündigte in ihrem Wahlprogramm für die Bürgerschaftswahl an, sie wolle „im Rahmen eines Landesprojektes allen Schülerinnen und Schülern ab Klasse fünf an allgemeinbildenden und beruflichen Schulen bis zum 21. Lebensjahr, ein kostenloses Monatsticket zur Verfügung stellen“.[103] In den Koalitionsverhandlungen nach der Wahl wurde die Freifahrt für Minderjährige jedoch nicht umgesetzt. Allerdings wurde beschlossen, Schülermonatskarten deutlich billiger zu machen.[104] In Bremen erhalten Kinder und Jugendliche aus Familien, die von Sozialleistungen leben, das StadtTicket seit 2021 kostenlos.[105]

#### Hamburg
- Peter Tschentscher, Bürgermeister der Stadt Hamburg, kündigte im August 2019 an, im Laufe der nächsten Legislaturperiode (2020 bis 2025) den ÖPNV für Schüler schrittweise kostenlos zu machen. Dies solle im Herbst 2019 in das Programm der SPD Hamburg für die Bürgerschaftswahl in Hamburg 2020 aufgenommen werden.[106] Dies wurde auch in den im Juni 2020 vereinbarten Koalitionsvertrag aufgenommen, in dem jedoch keine konkreten Termine genannt wurden.[107] Das Ticket wurde in Form eines kostenlosen Deutschlandtickets im September 2024 eingeführt.[108] Schüler mit Anspruch auf Sozialrabatt erhalten bereits seit Mai 2023 das Deutschlandticket kostenlos.[109] Azubis mit Anspruch auf den Sozialrabatt erhalten das hvv Deutschlandticket für Azubis kostenlos (ebenfalls seit Einführung des Deutschlandtickets im Mai 2023). Voraussetzung ist ein Ausbildungsstandort in Hamburg oder im Umland.[110]

#### Hessen
- Im Bundesland Hessen gibt es seit Anfang 2018 das LandesTicket Hessen, mit dem Landesbeschäftigte kostenlos Regionalzüge, S-Bahnen, Straßenbahnen, U-Bahnen und Busse sowie Anruf-Sammel-Taxen in Hessen nutzen können. Es gilt z. T. auch außerhalb Hessens, etwa in Mainz und Worms. Mit dem Ticket kann man von Montag bis Freitag ab 19:00 Uhr und am Wochenende sowie an Feiertagen ganztags einen Erwachsenen und alle zum Haushalt gehörenden Kinder bis 14 Jahre kostenfrei mitnehmen. Anfang 2019 waren ca. 135.000 Beamte, Tarifbeschäftigte und Auszubildende berechtigt, das Ticket zu nutzen.[111]
- Im Wetteraukreis erhalten alle Schüler, die im Wetteraukreis ihren Hauptwohnsitz haben und in die gymnasiale Oberstufe oder eine Berufsschule gehen, seit dem Schuljahr 2023/24 das kostenlose Oberstufen- und Berufsschulticket. Das dreijährige Pilotprojekt läuft bis einschließlich dem Schuljahr 2025/2026. Das Ticket gilt in ganz Hessen.[112] CDU und SPD im Kreistag sprachen sich im Juni 2025 für die dauerhafte Einführung des Tickets. aus[113]

#### Mecklenburg-Vorpommern
- Der Stadtbus 124 in Bad Doberan kann seit 2020 kostenlos benutzt werden.[114]
- Die Rostocker Bürgerschaft beschloss im Oktober 2018 mehrheitlich, die Freifahrt für Schüler einzuführen.[115] Dies wurde zum Beginn des Schuljahres 2019/20 umgesetzt – Anspruch darauf haben ohne Altersbegrenzung alle Schüler mit Hauptwohnsitz in Rostock, Auszubildende jedoch nicht.[116]
- Im Dezember 2020 hat der Stadtrat von Schwerin beschlossen, dass Schüler der Klassen 7 bis 13 Busse und Straßenbahnen in der Stadt kostenlos benutzen können. Dies wurde zum 1. März 2022 umgesetzt.[117] Seit August 2023 gilt die Freifahrt auch für Schüler der Klassen 5 und 6.[118]
- Seit dem 1. September 2021 erhalten Stralsunder Einwohner ab 70 Jahren gratis das 70+Ticket. Es gilt im Stadtgebiet von Stralsund. Das Ticket wurde mehrfach verlängert und gilt aktuell bis voraussichtlich September 2025.[119]
- Schüler im Landkreis Vorpommern-Greifswald können seit März 2024 die Busse im Landkreis kostenfrei benutzen.[120]
- Schüler im Landkreis Vorpommern-Rügen können seit dem 15. August 2022 kostenlos den Nahverkehr des Landkreises benutzen.[121]

#### Niedersachsen
- Im Landkreis Emsland wurde mit Beginn des Schuljahres 2022/23 das Emsland-Jugendticket eingeführt. Schüler der Klassen 1 bis 13 erhalten es gratis, Auszubildende und Freiwilligendienstleistende zahlen einen Eigenanteil. Es gilt in den Bussen des Landkreises, jedoch nicht im Schienenverkehr.[122]
- Im Landkreis Leer wurde mit Beginn des Schuljahres 2022/23 das Jugendticket eingeführt. Schüler der Klassen 1 bis 13 erhalten es gratis, Auszubildende und Freiwilligendienstleistende zahlen einen Eigenanteil. Es gilt in den Bussen des Verkehrsverbund Ems-Jade.[123]
- Im Landkreis Lüchow-Dannenberg wohnende Schüler, Azubis und Freiwilligendienstleistende fuhren im Schuljahr 2023/24 im Landkreis gratis.[124]
- Jährlich fahren täglich zwischen dem 15. Juli und dem 15. Oktober fünf Niederflurbusse durch den Naturpark Lüneburger Heide. Diese werden als fünf Ringlinien bedient. Die Busse halten an über 100 Haltestellen. Jeder Bus hat einen Fahrradanhänger mit 16 Stellplätzen dabei. Die Fahrt ist für alle kostenfrei.[125] Das Mobilitätsangebot wird durch die beteiligten Kommunen finanziert und richtet sich an Bürgerinnen und Bürger sowie alle Gäste.
- In Oldenburg (Oldb) ist der ÖPNV 2025 an Samstagen von Betriebsbeginn um 4 Uhr bis zum Betriebsende um 4 Uhr des darauffolgenden Sonntags kostenlos. Das gilt nicht nur für die städtischen Busse, sondern auch für Fahrten mit der Regio-S-Bahn Bremen/Niedersachsen auf der Strecke Oldenburg Hbf–Oldenburg-Wechloy.[126]

#### Nordrhein-Westfalen
- Von November 2019 bis Juni 2022 konnte der Stadtbus Bocholt an Samstagen kostenlos benutzt werden.[127]
- In Gütersloh erhielten Schüler ab Klasse 5 seit dem Schuljahr 2022/23 ein im ganzen Geltungsbereich des Westfalentarifs gültiges kostenloses Ticket.[128] Die kostenlosen Schülertickets wurden zum Schuljahreswechsel 2024/25 abgeschafft.[129]
- Seit August 2023 erhalten Schüler und Auszubildende mit Wohnsitz in Hamm kostenlos das im Stadtgebiet gültige Maxiticket.[130]
- In Lemgo ist der städtische Busverkehr an Samstagen gratis. Auch die Eurobahn zwischen den Bahnhöfen Hörstmar, Lemgo und Lemgo-Lüttfeld ist an Samstagen gratis nutzbar.[131]
- Schüler ab Klasse 5 in Minden erhalten seit Februar 2022 ein kostenfreies SchülerTicket Westfalen. Dieses gilt im gesamten Geltungsbereich des Westfalentarif.[132]
- Die Stadt Monheim am Rhein führte am 1. April 2020 für zunächst drei Jahre einen Gratis-ÖPNV für ihre Einwohner ein. Diese können alle Busse und Bahnen in Monheim und Langenfeld (Rheinland) mit dem Monheim-Pass, welchen jeder Einwohner Monheims erhält, kostenfrei nutzen.[133] Im Juni 2022 beschloss der Rat der Stadt Monheim die Verlängerung des Angebotes bis zum 31. März 2025.[134] 2025 wurde die Verlängerung bis 2028 beschlossen.[135] Schüler in Monheim erhalten seit August 2023 unabhängig von Freifahrtberechtigungen das Deutschlandticket kostenlos.[136]
- Schmallenberg: Alle Schüler ab der 7. Klasse erhalten ein kostenloses Deutschlandticket.[137]
- Verl: Seit 2022 erhalten Schüler weiterführender Schulen ein kostenloses Ticket für den Bereich des Westfalentarif.[138]
- Zweckverband Personennahverkehr Westfalen Süd: Schüler mit Wohnsitz und Schule in den Kreisen Siegen-Wittgenstein oder Olpe erhalten das SchülerTicket der VGWS kostenfrei. Das Ticket gilt in den Bussen und Bahnen der Verkehrsgemeinschaft Westfalen-Süd.[139]

#### Rheinland-Pfalz
- In Ingelheim am Rhein ist der Nahverkehr seit März 2022 montags bis donnerstags ab 21 Uhr, freitags ab 18 Uhr sowie an den Wochenenden und an Feiertagen ganztags kostenlos. Fahrgäste müssen dafür über die App Fairtiq einen Fahrschein lösen.[140] Inhaber des Sozialausweises Ingelheim-Pass können Busse und Nahverkehrszüge im Stadtgebiet von Ingelheim (Wabe 320) kostenlos nutzen.[141]

- Im Mainzer Nahverkehr gilt von Juli 2024 bis Juni 2025 am ersten Samstag des Monats der Nulltarif.[142] Im Februar 2025 beschloss der Stadtrat, den Null-Euro-Samstag in Mainz bis Jahresende 2025 beizubehalten.[143] Seit dem 7. Dezember 2024 gilt der ticketfreie Samstag auch in Budenheim sowie zwischen Mainz und Budenheim.[144]

#### Sachsen-Anhalt
- Im Landkreis Anhalt-Bitterfeld konnten Schüler der Klassen 1 bis 10 ab 2020 kostenlos mit dem Bus fahren, jedoch nicht mit anderen Verkehrsmitteln. Auch der Stadtverkehr der kreisfreien Stadt Dessau-Roßlau konnte kostenfrei benutzt werden. Das Projekt lief bis Juli 2023.[145] Eine Fortführung des Projektes wurde vom Landesverwaltungsamt untersagt.[146]
- Magdeburger Schüler der Klassen 1 bis 13 erhalten seit August 2023 das regulär 9 Euro kostende Magdeburger Schülerticket gratis, wenn sie Inhaber des Sozialausweises Otto-City-Card sind.[147] Die Einführung eines Gratistickets für alle Magdeburger Schüler war zuvor am Einspruch des Landesverwaltungsamtes gescheitert.[148]

#### Schleswig-Holstein
- Im Kreis Dithmarschen erhalten sämtliche Schüler das Deutschlandticket kostenlos.[149][150]
- In der Tarifzone 1 von Fehmarn ist der ÖPNV ab August 2025 für Bürger der Stadt Fehmarn, Inhaberinnen und Inhaber von Jahresostseecards sowie Übernachtungsgäste kostenlos.[151] Der Bürgerbus Fehmarn ist bereits seit April 2025 für Besitzer einer gültigen ostseecard sowie für alle mit Hauptwohnsitz auf Fehmarn gemeldete Personen kostenlos.[152]
- In Heiligenhafen ist der ÖPNV seit August 2024 kostenlos. Die Kostenfreiheit soll zunächst bis Ende 2025 gelten.[153] In den ersten 4 Monaten der Kostenfreiheit gab es so viele Nutzer wie im gesamten Jahr 2023.[154]
- Im Kreis Stormarn erhalten alle Schüler der Klassen 1 bis 10 unabhängig von der Länge des Schulwegs ein kostenloses Deutschlandticket.[155]

#### Thüringen
- In Jena erhalten Schüler und Jugendliche, die noch keine 18 Jahre alt sind, bei Vorlage des Sozialausweises Jenabonus-Karte und der Zahlung einer Verwaltungsgebühr in Höhe von 15,00 € pro Jahr ein Mobilitätsticket zur kostenfreien Nutzung der öffentlichen Verkehrsmittel in Jena.[156]

### Estland
- Tallinn, Estland, 457.000 Einwohner: Nach einer Volksabstimmung mit einer Drei-Viertel-Mehrheit führte die estländische Hauptstadt 2013 einen Gratis-Nahverkehr für Bewohner Tallinns ein. Die Stadtverwaltung hoffte auf zusätzliche Steuereinnahmen durch zugezogene Tallinner, die sich bisher nicht offiziell als Einwohner angemeldet haben, um den Nulltarif zumindest teilweise zu finanzieren.[157] Mittlerweile wurde das Angebot auf Regionalzüge ausgedehnt. Auch sämtliche Schüler und Studenten sowie alle Personen ab 65 Jahren können den ÖPNV Tallinns gratis benutzen, sofern sie in Estland wohnen.[158] (siehe auch: Verkehrsbetrieb Tallin#Einführung der kostenlosen Beförderung)
- Zum 1. Juli 2018 wurde in 11 von 15 Landkreisen Estlands die kostenfreie Benutzung öffentlicher Busse durch Bewohner des jeweiligen Landkreises eingeführt, nachdem dies zuvor schon in der Hauptstadt Tallinn der Fall war.[159] Der kostenfreie Nahverkehr in den Landkreisen wurde am 22. Januar 2024 weitgehend wieder abgeschafft, blieb aber für Personen bis 19 Jahren und ab 63 Jahren erhalten.[160]

### Färöer
- Tórshavn, Färöer, 14.000 Einwohner, seit 2007 in den Bussen des Stadtverkehrs, jedoch nicht in den Überlandbussen.[161]

### Finnland
Åland-Inseln, 30.000 Einwohner: Fähren zwischen den Inseln sind für Fußgänger kostenlos.

### Frankreich
- Métropole d’Aix-Marseille-Provence, 1.923.000 Einwohner: Kostenloser Nahverkehr ab September 2025 für Einwohner unter 11 und ab 65 Jahren. In Marseille ist auch die Benutzung des Transport express régional gratis.[163]
- Aubagne, 47.000 Einwohner: Der öffentliche Nahverkehr ist seit 2009 kostenlos.[164]
- Besançon, 120.000 Einwohner: Seit Juli 2025 Freifahrt an Samstagen, außerdem freie Beförderung von Kindern bis zu 14 Jahren.[165]
- Bourges, 64.000 Einwohner: Kostenloser ÖPNV seit September 2023.[166]
- Calais, 67.000 Einwohner: Seit dem 21. Dezember 2019 ist der ÖPNV in Calais kostenlos.[167]
- Cambrai, 32.000 Einwohner: Mehrere Gratisbusse (Navettes).[168]
- Centre-Val de Loire, 2.575.000 Einwohner: Seit September 2023 kostenloser Verkehr für in der Region lebende und/oder arbeitende 15- bis 25-Jährige an Wochenenden und Feiertagen.[169]
- Châteauroux, 43.000 Einwohner: Seit Dezember 2001 kostenloser ÖPNV.[170]
- Clermont-Ferrand, 147.000 Einwohner: Seit dem 4. Dezember 2021 kostenloser ÖPNV an den Wochenenden.[171]
- Compiègne, 40.000 Einwohner: Kostenloser Nahverkehr seit 1975.[172]
- Dieppe, 29.000 Einwohner: Seit Juli 2024 kostenloser ÖPNV an Samstagen.[173]
- Douai, 40.000 Einwohner: Im Raum Douai ist seit 2022 der öffentliche Nahverkehr für insgesamt 220.000 Einwohner kostenlos. Das ist das größte Gebiet Europas mit kostenlosem Nahverkehr.[174]
- Dunkerque, 87.000 Einwohner: Seit September 2018 ist dort die Nutzung des öffentlichen Nahverkehrs gratis.[175]
- La Roche-sur-Yon, 55.000 Einwohner: Seit September 2023 kostenloser ÖPNV an Samstagen.[176]
- Arrondissement Lens, 369.000 Einwohner: Kostenloser ÖPNV seit 2025.[177]
- Métropole Européenne de Lille, 1.188.000 Einwohner: Seit dem 1. Januar 2022 werden Personen unter 18 Jahren kostenlos befördert.[178]
- Limoges, 130.000 Einwohner: Seit Juli 2025 kostenloser ÖPNV an den Wochenenden. Senioren ab 65 Jahren erhalten seit diesem Zeitpunkt Null-Euro-Jahreskarten.[179]
- Millau, 22.000 Einwohner: Kostenloser ÖPNV ab September 2025.[180]
- Montpellier, 302.000 Einwohner: Kostenlose Beförderung aller Einwohner seit dem 21. Dezember 2023. Zuvor wurden bereits seit dem 1. September 2021 alle Einwohner unter 18 und ab 65 Jahren kostenlos befördert.[181]
- Nancy, 104.000 Einwohner: Seit Dezember 2020 kostenloser ÖPNV an den Wochenenden.[182] Seit März 2022 Gratisnutzung des ÖPNV für Bewohner unter 18 Jahren.[183] Seit August 2025 erhalten ortsansässige Senioren (ab 65 Jahren) Gratisabonnements für den ÖPNV.[184]
- Nantes, 323.000 Einwohner: Seit dem 24. April 2021 kostenloser ÖPNV an den Wochenenden.[185]
- Nîmes, 148.000 Einwohner: Seit September 2024 kostenlose Beförderung von Personen ab 70 Jahren.[186]
- Niort, 59.000 Einwohner: Seit dem 1. September 2017 kostenloser ÖPNV.[187]
- Nizza, 354.000 Einwohner: Seit Juli 2025 kostenlose Beförderung für Kinder unter 11 Jahren.[188] Die Straßenbahnlinie 2 kann vom Flughafen bis zur Haltestelle Grand Arénas kostenlos benutzt werden.[189]
- Obernai, 12.000 Einwohner: Die Stadtbusse sind seit dem 2. September 2024 kostenlos.[190]
- Okzitanien (Verwaltungsregion), 6.018.000 Einwohner: Seit 2021 kostenloser Nahverkehr für 18- bis 26-Jährige. 2023 Ausweitung auf 12- bis 26-Jährige. Insgesamt profitieren in Okzitanien 1 Million Menschen von dieser Regelung.[191]
- Paris, 2.146.000 Einwohner: Seit September 2020 fahren Einwohner unter 18 Jahren gratis.[192] In Paris lebende Senioren (ab 65 Jahren) fahren gratis, wenn sie eine bestimmte Einkommensgrenze unterschreiten (2.028 € beim Erstantrag bzw. 2.430 € bei einem Folgeantrag).[193]
- Standseilbahn Pau, Frankreich, 77.300 Einwohner: Seit 1978 kostenlos
- Porto-Vecchio, 11.000 Einwohner: Kostenlose Elektro-Shuttles (A citadine).[194]
- Rennes, 225.000 Einwohner: Seit dem 1. Dezember 2020 sind die öffentlichen Verkehrsmittel in Rennes für Personen unter 12 Jahren kostenlos.[195]
- Réunion, 871.000 Einwohner: Residenten ab 65 Jahren erhalten den Abonnement Réuni'Pass – Senior, mit dem der ÖPNV gratis benutzt werden kann.[196] Seit dem 29. März 2025 ist der Busverkehr auf Réunion an Wochenenden kostenlos.[197]
- Rodez, 24.000 Einwohner: Seit Januar 2025 kostenloser ÖPNV.[198]
- Rouen, 114.000 Einwohner: Seit September 2020 ist der ÖPNV an Samstagen gratis.[199] Ab September 2025 ist der ÖPNV für Personen unter 18 Jahren kostenlos.[200]
- Straßburg, 291.000 Einwohner: Unter 18-Jährige können seit September 2021 kostenfrei den öffentlichen Nahverkehr nutzen. Für dieses kostenlose Abonnement haben sich mittlerweile 46.000 Minderjährige registriert. Das Angebot gilt auch für Jugendliche, die in Kehl wohnen.[201]
- Tours, 138.000 Einwohner: Seit August 2024 kostenfreie Beförderung für Kinder unter 11 Jahren.[202]
- Vitré, Frankreich, 19.000 Einwohner: Kostenloser ÖPNV.[203]

### Indien
- Ahmedabad, 5.571.000 Einwohner: Freie Beförderung für Senioren (ab 65 Jahre) im Busschnellverkehrssystem Ahmedabad BRTS.[204]
- Delhi, 16.788.000 Einwohner: Freie Beförderung von Frauen in Bussen seit 2019.[205]
- Jammu und Kashmir (Unionsterritorium): In Jammu und Kashmir können Frauen seit April 2025 staatliche Busse kostenlos benutzen.[206]
- Der indische Bundesstaat Karnataka führte am 1. Juni 2023 die Freifahrt für Frauen in „Ordinary Buses“ ein.[207]
- Der Bundesstaat Maharashtra gewährt seit Ende August 2022 Residenten ab 75 Jahren freie Fahrt in den Bussen der Maharashtra State Road Transport Corporation.[208] Im zu Maharashtra gehörenden Mumbai haben Senioren seit November 2023 bereits ab 65 Jahren freie Fahrt in den Bussen der Navi Mumbai Municipal Corporation.[209]
- Im Bundesstaat Tamil Nadu können dort lebende Frauen staatliche Busse auf Strecken bis zu 30 Kilometern kostenlos benutzen.[210]

### Irland
Personen ab 66 Jahren, die in Irland leben, können eine Free Travel Card erhalten, mit der die meisten öffentlichen Verkehrsmittel in Irland gratis benutzt werden können. Am 29. Juli 2024 wurde die Freifahrt auf Personen zwischen 18 und 65 Jahren ausgedehnt, die aufgrund einer Behinderung keinen Führerschein erwerben können, sowie auf Personen im selben Alter, die einen Führerschein besitzen und ärztlich bescheinigt bekommen, dass sie für einen Zeitraum von 12 Monaten oder länger nicht fahrtüchtig sind.
Ab September 2025 können freifahrtberechtigte Personen ab 70 Jahren kostenlos eine Begleitperson mitnehmen.
Im 3. Quartal 2025 soll die Altersgrenze für die freie Beförderung von Kindern von 4 auf 8 Jahre angehoben werden.

### Island
Das in Reykjavík und Umland tätige Busunternehmen Strætó befördert Kinder bis zu 11 Jahren kostenlos.

### Israel
Seit Juli 2022 werden Personen ab 75 Jahren kostenlos befördert. Dies gilt für lokale Busse, Fernbusse, die U-Bahn Karmelit, die Stadtbahn Jerusalem und die Eisenbahngesellschaft Israel Railways. Am 25. April 2025 sank die Altersgrenze für die kostenlose Beförderung auf 67 Jahre, sodass 1,1 Millionen Einwohner Israels das Recht auf freie Beförderung haben. Auch ehemalige Soldaten im ersten Jahr nach der Entlassung aus dem Wehrdienst fahren frei.
- Im Raum Jerusalem wurden im August 2023 am Schabbat verkehrende Gratisbusse eingeführt.[218]
- Im Raum Tel Aviv wurden im November 2019 am Schabbat verkehrende Gratisbusse eingeführt.[219]

### Italien
- Catania, 312.000 Einwohner: Metro und Busse der Stadt konnten seit Oktober 2018 von Studenten der Universität Catania kostenlos benutzt werden.[220] Später wurde für Studenten eine Jahreskarte für 20 Euro eingeführt.[221]
- Genua, 561.000 Einwohner: Die U-Bahn Metropolitana di Genova konnte seit Dezember 2021 von 10 Uhr bis 16 Uhr und 20 Uhr bis 22 Uhr von allen Nutzern kostenfrei benutzt werden. 2024 wurde die kostenfreie Nutzung auf Bürger Genuas beschränkt. Gleichzeitig wurden die zeitlichen Beschränkungen aufgehoben, so dass die U-Bahn an jedem Tag der Woche von allen Bürgern der Metropole Genua ohne zeitliche Begrenzung kostenlos genutzt werden kann. Auch die Aufzüge der Stadt können kostenfrei benutzt werden. Ab dem 1. Januar 2025 müssen Einwohner der Metropole Genua für die kostenlose Nutzung der U-Bahn und der Aufzüge den neuen kostenlosen MIV-Pass erwerben, der auf den CityPass AMT geladen wird. Das Ticket ist unabhängig vom Aktivierungsdatum bis zum 30. April 2025 gültig.[222][223] Andere Verkehrsmittel der AMT (Genua) sind für Einwohner im Alter unter 14 und über 70 Jahren kostenlos. Dies gilt bis zum 30. April 2025. Personen über 70 Jahre können erst ab 9:30 Uhr kostenlos fahren.[224] Die Regelung wurde bis zum 30. September 2025 verlängert.
- Latium, 5.710.000 Einwohner: Einwohner ab 70 Jahren erhalten eine elektronische Karte, mit der Regionalbusse und -züge kostenlos benutzt werden können. Sie gilt jedoch nicht für Bahnreisen mit Start- und Zielort im Gebiet Roms.[225]
- Ligurien, 1.509.000 Einwohner: Kostenlose Regionalzugbenutzung für Schüler unter 19 Jahren.[226]
- Livigno, 7.000 Einwohner: In dem Wintersportort an der Grenze zur Schweiz verkehren drei kostenlose Buslinien.[227]
- Mailand, 1.350.000 Einwohner: Freie Beförderung von Kindern bis zu 13 Jahren. Freie Jahreskarte für ortsansässige Senioren (ab 65 Jahren) mit einem Jahreseinkommen bis zu 16.000 Euro.[228]
- Trentino, 541.000 Einwohner: Seit Februar 2019 kostenlose Beförderung von Residenten ab 70 Jahren.[229]

### Kanada
- Barrie (Ontario), 141.000 Einwohner: Freie Beförderung von Kindern bis zu 12 Jahren. An Dienstagen und Donnerstagen freie Beförderung von Senioren (ab 65 Jahre).[230]
- British Columbia, 5.001.000 Einwohner: Kinder bis zu 12 Jahren fahren in den Bussen der Provinz British Columbia kostenlos.[231]
- Brampton (Ontario),594.000 Einwohner: Seit Dezember 2023 freie Beförderung von Senioren ab 65 Jahren.[232]
- Burlington (Ontario), 183.000 Einwohner: Seit August 2023 freie Beförderung von Senioren (ab 65 Jahren, keine zeitliche Beschränkung) und Jugendlichen (13 bis 19 Jahre, ab 18 Uhr an Werktagen und ganztägig an Wochenenden).[233]
- Calgary, 1.239.000 Einwohner: Ein 9 Stationen umfassender Abschnitt der Stadtbahn C-Train, die TD Free Fare Zone, kann kostenfrei benutzt werden.[234] Kinder bis zu 12 Jahren können den gesamten ÖPNV in Calgary gratis benutzen.[235]
- Edmonton, 933.000 Einwohner: Senioren mit weniger als 31.265 CAD (ca. 19.862 Euro) Jahreseinkommen erhalten gratis eine Jahreskarte.[236]
- Grande Prairie, 69.000 Einwohner: Freie Beförderung für Schüler bis zu 17 Jahren.[237]
- Laval (Québec), 423.000 Einwohner: Freie Beförderung für ortsansässige Senioren (ab 65 Jahre).[238]
- Mississauga, 722.000 Einwohner: Freie Beförderung von Kinder bis zu 12 Jahren. Seit Juli 2025 werden auch Senioren ab 65 Jahren gratis befördert (jeweils mit einer Presto card).[239]
- Montreal, 1.705.000 Einwohner: Seit Juli 2023 kann der ÖPNV Montreals von Einwohnern ab 65 Jahren kostenlos benutzt werden.[240] Kinder bis zu 11 Jahren fahren frei, wenn sie von einem zahlenden Fahrgast ab 14 Jahren begleitet werden.[241]
- Regional Municipality of Niagara, 448.000 Einwohner: Freie Beförderung für Kinder bis zu 12 Jahren.[242]
- Oakville (Ontario), 194.000 Einwohner. Freie Beförderung für Kinder bis zu 12 Jahren. Seit Mai 2023 werden auch Jugendliche (13 bis 19 Jahre) und Senioren ab 65 Jahren mit einer entsprechenden PRESTO Card gratis befördert.[243]
- Orangeville (Ontario), 29.000 Einwohner: Freie Beförderung für alle im Rahmen eines zweijährigen Pilotprojektes, welches 2023 begann.[244] Im September 2024 wurde die Verlängerung des Programmes bis Juli 2027 beschlossen.[245]
- Ottawa, 1.069.000 Einwohner: Bei der Verkehrsgesellschaft OC Transpo fahren Senioren ab 65 Jahren am Mittwoch und Sonntag gratis.[246] Kinder bis zu 12 Jahren fahren seit dem 1. Juli 2023 gratis.[247] Die Altersgrenze sank 2025 auf 10 Jahre.[248]
- Penticton, 34.000 Einwohner: Seit 14. März 2024 kostenloser ÖPNV für 13- bis 24-jährige (Kinder bis zu 12 Jahren fahren, wie in ganz British Columbia, ebenfalls gratis).[249]
- St. Albert (Alberta), 66.000 Einwohner: Freie Beförderung von Kindern und Jugendlichen (bis 18 Jahre).[250]
- Toronto, 2.794.000 Einwohner: Freie Beförderung von Kindern bis zu 12 Jahren.[251] Auch im Verkehrssystem des Großraums Toronto, GO Transit, fahren Kinder bis zu 12 Jahren gratis.[252]

### Kroatien
Die zweite Klasse der kroatischen Eisenbahn kann 2025 von Schülern, Studenten, Rentnern und Personen ab 65 Jahren kostenlos genutzt werden. Voraussetzung ist der Besitz einer entsprechenden Smartcard.
- Samobor, 37.000 Einwohner: Kostenloser ÖPNV seit 2025.[254]
- Velika Gorica, 61.000 Einwohner: Seit Juli 2024 kostenloser ÖPNV für alle. Es werden entsprechende Gratisfahrscheine ausgegeben.[255]
- Zagreb, 759.000 Einwohner: Seit Juni 2024 freie Beförderung von Residenten ab 65 Jahren.[256] Seit April 2025 freie Beförderung von Residenten unter 18 Jahren.[257]

### Lettland
- Riga, 612.000 Einwohner: Personen ab 75 Jahren, die ihren Wohnsitz im Verwaltungsgebiet von Riga haben, fahren gratis mit den öffentlichen Verkehrsmitteln der Stadt. Auch die Schüler Rigaer Schulen mit Wohnsitz in Riga fahren gratis. Generelle Kostenfreiheit im ÖPNV besteht an einigen lettischen Feiertagen (4. Mai, 23. und 24. Juni, 18. November, 31. Dezember, 1. Januar).[258]

### Liechtenstein
Der Landtag hat im Juni 2024 beschlossen, dass ab dem Schuljahr 2025/2026 alle in Liechtenstein wohnhaften Schüler und Auszubildenden ein kostenloses Jahresabo (Bildungsabo) für den öffentlichen Verkehr mit LIEmobil erhalten.
Das Bildungsabo gilt an 365 Tagen im Jahr auf dem gesamten Netz des Verkehrsbetrieb LIECHTENSTEINmobil sowie bis Sargans Bahnhof, Sevelen Post, Buchs Bahnhof, Sennwald Post und Feldkirch Bahnhof.

### Luxemburg
Luxemburg, 661.000 Einwohner: Seit dem 29. Februar 2020 ist der öffentliche Verkehr für alle Menschen kostenfrei nutzbar. Das Großherzogtum wurde damit der erste Staat weltweit, der einen kostenlosen Nahverkehr einführte.

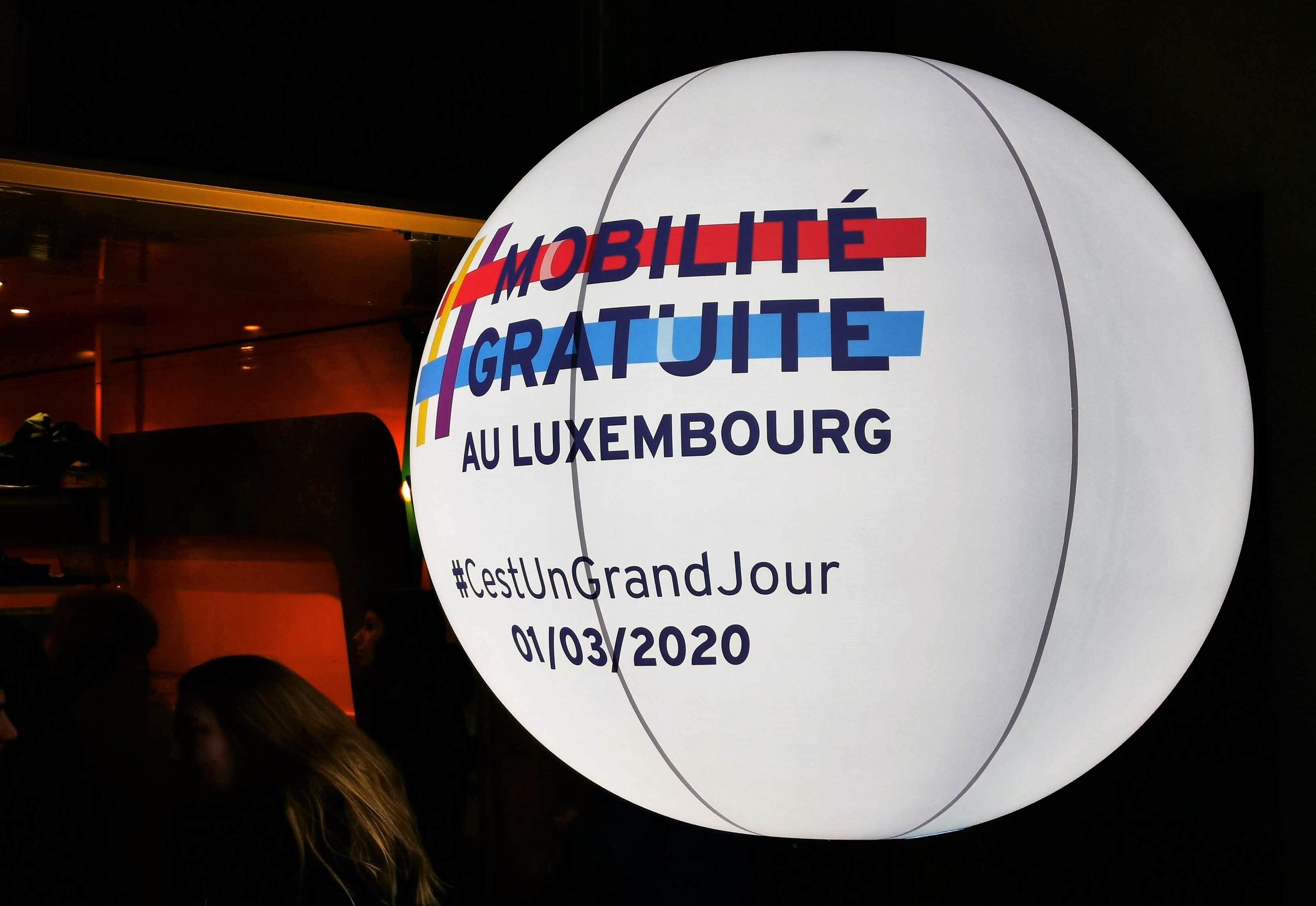
Mobilité gratuite zur Einführung Ende Februar 2020

Nach der Kammerwahl 2018 kündigte der Premierminister Xavier Bettel Ende November 2018 die Einführung eines kostenlosen ÖPNV in Luxemburg an. Dies wurde schließlich zum 29. Februar 2020 umgesetzt – seitdem ist der ÖPNV, darunter die neu ausgebaute Stater Tram und die Eisenbahn in der 2. Klasse, im ganzen Staat als erstem der Erde gratis (die 1. Klasse bleibt kostenpflichtig). Die Kosten von 41 Mio. Euro pro Jahr werden als soziales Projekt für die Verkehrswende aus Steuermitteln finanziert, neben weiteren Investitionen zur Steigerung der Attraktivität Luxemburgs. Nach Aussage des damaligen Verkehrsministers François Bausch hat die Luxemburger Entscheidung erleichtert, dass die direkten Fahrgelderlöse nur einen sehr geringen Anteil zu den gesamten Betriebskosten beigesteuert haben, da der Verkehr in Luxemburg bereits vor Einführung der Kostenfreiheit stark subventioniert wurde.

### Malaysia
- Kuala Lumpur, 1.982.000 Einwohner: Der GO KL City Bus verkehrt kostenlos auf insgesamt 11 nach Farben benannten Linien.[264] Ausländer ab 12 Jahren müssen seit Dezember 2023 die Fahrt auf einigen Linien bezahlen.[265]

### Malta
Malta, 520.000 Einwohner: Der öffentliche Nahverkehr ist in Malta seit dem 1. Oktober 2022 für Einwohner Maltas kostenlos. Zuvor war er bereits für Personen von 14 bis 20 Jahren, Senioren ab 70 Jahren und Studenten kostenlos. Nach späteren Berichten kann die dafür erforderliche Tallinja Card auch von Touristen ohne Wohnsitz in Malta beantragt werden. Die Gebühr für die Ausstellung der Karte beträgt 15 Euro. Die Fähren zwischen Malta und Gozo sind kein Bestandteil des kostenlosen Nahverkehrs.

### Montenegro
- Podgorica, 151.000 Einwohner: Freie Beförderung für Rentner, Personen ab 67 Jahren, Menschen mit Behinderungen und Personen in einem Zustand sozialer Not. Das Recht auf kostenlose Beförderung haben nur Personen sein, die einen Wohnsitz in Podgorica haben.[268]

### Niederlande
Studenten fahren mit dem Studentenreisproduct kostenfrei im Nah- und Fernverkehr. Allerdings ist das nicht durchgehend möglich, sondern man muss sich für eine Variante entscheiden: Es gibt die Wochenendvariante (Gratisnutzung am Wochenende und an Feiertagen, 34 bzw. 40 % Rabatt an Werktagen ab 9 Uhr) und die Wochenvariante (Gratisnutzung an Werktagen, 34 bzw. 40 % Rabatt am Wochenende und an Feiertagen). Das Studentenreisproduct ist zunächst ein Kredit, dessen Wert 2022 mit 104,42 Euro angenommen wurde. Mit Abschluss des Studiums innerhalb von 10 Jahren wird der Kredit in einen Zuschuss umgewandelt.
Bei der niederländischen Bahngesellschaft Nederlandse Spoorwegen fahren Kinder bis zum Alter von 11 Jahren in Begleitung eines Fahrgastes, der mindestens 12 Jahre alt ist, kostenlos. Kinder müssen dafür über eine persönliche OV-Chipkaart verfügen.
- Amsterdam, Niederlande, 864.000 Einwohner: Kostenlose Fähren der GVB über den IJ. Vom 20. Juli 2024 bis zum 5. Januar 2025 fuhren Kinder bis zum Alter von 11 Jahren in Begleitung Erwachsener im ÖPNV Amsterdams generell kostenlos (beschränkt auf Kinder mit Wohnsitz in Amsterdam). Kinder müssen dafür über eine persönliche OV-Chipkaart verfügen.[272] Vom 12. Juli 2025 bis zum 3. Januar 2027 fahren Kinder bis zu 11 Jahren erneut kostenlos im Amsterdamer ÖPNV (zwischen 7 und 21 Uhr).[273]

### Neuseeland
Vom 1. Juli 2023 bis 30. April 2024 konnte der ÖPNV in Neuseeland von Kindern bis zu 12 Jahren kostenfrei benutzt werden. Seit Mai 2024 ist das nur noch in Dunedin und Queenstown möglich.
- Auckland, 1.416.000 Einwohner: In Neuseeland wohnhafte Personen ab 65 Jahren erhalten mit einer AT HOP card, geladen mit einer SuperGold public transport concession, freie Beförderung im ÖPNV (an Werktagen erst ab 9 Uhr).[275] Kinder zwischen 5 und 15 Jahren mit einer AT HOP card werden an Wochenenden und Feiertagen gratis befördert.[276]

### Norwegen
- Stavanger, 146.000 Einwohner: Busse, Züge und lokale Fähren konnten von Juli bis Dezember 2023 von Einwohnern der Stadt kostenfrei benutzt werden.[277]

### Österreich
Das sowohl für den Nahverkehr als auch den Eisenbahnfernverkehr gültige Klimaticket erhalten Grundwehrdienstleistende, Zivildienstleistende sowie Teilnehmer des Freiwilligen Sozialen Jahres (FSJ) bzw. Umwelt-Jahres (FUJ) kostenlos. Im Oktober 2023 wurde bekannt, dass die österreichische Regierung ab 2024 generell allen 18-Jährigen ein kostenloses Klimaticket zur Verfügung stellt. Junge Menschen haben ab dem 18. Geburtstag drei Jahre Zeit, um das kostenlose Klimaticket in Anspruch zu nehmen. Dies wurde zum 1. Juli 2024 umgesetzt. Die Ausgabe des Tickets wurde im April 2025 dauerhaft eingestellt. Bereits ausgestellte Tickets bleiben gültig.
- Die Straßenbahn Graz kann im Innenstadtbereich kostenlos benutzt werden.[283] Kinder und Jugendliche bis zum 15. Geburtstag fahren während der Sommerferien in Graz (Tarifzone 101) gratis.[284]
- Arbeitnehmer mit einem Bruttoverdienst unter 30.000 Euro im Jahr und einem Arbeitsweg von mehr als 30 Kilometern bekommen in Kärnten die Kosten für das Klimaticket Kärnten zu 100 % erstattet. Für geringe Einkommen (unter 20.000 Euro) gilt der 100-prozentige Fördersatz bereits ab fünf Kilometern Wegstrecke.[285]
- Bei den Wiener Linien fahren Kinder und Jugendliche bis zum 15. Geburtstag während der Wiener Schulferien sowie an Sonn- und Feiertagen kostenlos. Für Schüler österreichischer Schulen gilt diese Regelung bis zum 24. Geburtstag.[286]
- Angestellte und Lehrlinge der Stadt Wien erhalten seit Mai 2024 eine Jahreskarte für die Wiener Linien gratis.[287]

### Polen
In polnischen Großstädten kann der ÖPNV von Senioren ab 70 Jahren üblicherweise kostenlos benutzt werden, in Breslau, Bydgoszcz, Lublin und Toruń sogar bereits ab 65 Jahren.
- Bełchatów, 56.000 Einwohner: Seit Juli 2015 kostenloser ÖPNV.[289]
- Białystok, 297.000 Einwohner: Seit dem 1. September 2018 können Kinder und Jugendliche, die in Białystok leben, die öffentlichen Verkehrsmittel von Białystok ab dem Tag der Einschulung in die Grundschule bis zum 30. September des Jahres, in dem sie 15 Jahre alt werden, auf der Grundlage einer persönlichen Białystok City Card kostenlos nutzen.[290]
- Breslau, 673.000 Einwohner: Seit 2018 kostenloser ÖPNV für Schüler polnischer Schulen bis zum Alter von 21 Jahren.[291] Da auch Senioren ab 65 Jahren gratis fahren, beträgt der Anteil der Fahrgäste, die kostenlos befördert werden, ca. 50 %.[292]
- Brodnica, 29.000 Einwohner: Kostenloser ÖPNV seit März 2016.[293]
- Chełm, 56.000 Einwohner: Kostenloser ÖPNV seit September 2021.[294]
- Ciechocinek, 11.000 Einwohner: Kostenloser ÖPNV seit September 2023.[295]
- Danzig, 471.000 Einwohner: Seit Juli 2018 freie Beförderung von Schülern örtlicher Schulen. Das gilt auch für Schüler aus dem benachbarten Sopot.[296]
- Giżycko, 29.000 Einwohner: Kostenloser ÖPNV seit März 2023.[297]
- Górnośląsko-Zagłębiowska Metropolia, 2.300.000 Einwohner: In der Metropolregion Katowice kann der ÖPNV von dort lebenden 7- bis 16-Jährigen kostenlos benutzt werden.[298]
- Gorzów Wielkopolski, 115.000 Einwohner: Kostenloser ÖPNV für Einwohner ab 2026.[299]
- Głuchołazy, 14.000 Einwohner: Kostenfreier ÖPNV.[300]
- Jastrzębie-Zdrój, 88.000 Einwohner: Seit 2024 kostenloser ÖPNV für Einwohner ohne Steuerschulden und deren Kinder.[301]
- Jawor, 22.000 Einwohner: Seit 20. Dezember 2017 kostenloser ÖPNV.[302]
- Inowroclaw, 71.000 Einwohner: Seit Juni 2025 ist der ÖPNV für Einwohner kostenlos.[303]
- Kalisz, 99.000 Einwohner: Einwohner können den Nahverkehr seit Januar 2023 kostenfrei nutzen.[304]
- Kętrzyn, 27.000 Einwohner: Seit 2023 kostenloser ÖPNV.[305]
- Kołobrzeg, 46.000 Einwohner: Seit dem 1. Juni 2024 kostenlose Beförderung für Einwohner.[306] Schon zuvor konnten einige Gruppen den ÖPNV in Kołobrzeg kostenlos nutzen, so etwa Schüler bis zu 22 Jahren und Personen ab 60 Jahren.[307]
- Kościerzyna, 24.000 Einwohner: Seit April 2015 kostenloser ÖPNV.[308]
- Kostrzyn nad Odrą, 18.000 Einwohner: Seit Juni 2019 kostenloser ÖPNV.[309]
- Krakau, 780.000 Einwohner: Kostenloser ÖPNV für Grundschüler (in Polen geht die Grundschule bis zur 8. Klasse), auch in den Sommerferien.[310]
- Legnica, 98.000 Einwohner: Seit 2025 kostenlose Beförderung von Schülern und Studenten (bis 25 Jahre) und Senioren (ab 65 Jahre), beschränkt auf Residenten mit Legnica City Card.[311]
- Lubin, 71.000 Einwohner: Kostenloser ÖPNV seit September 2014.[312]
- Malbork, 38.000 Einwohner: Seit Juli 2022 kostenloser ÖPNV.[313]
- Mielec, 60.000 Einwohner: Kostenloser ÖPNV für Einwohner ab Oktober 2025.[314]
- Nowy Dwór Mazowiecki, 29.000 Einwohner: Kostenloser ÖPNV.[315]
- Olsztyn, 161.000 Einwohner: Seit September 2024 kostenlose ÖPNV-Benutzung für Schüler Olsztyner Schulen (bis 19 Jahre).[316]
- Ostrołęka, 52.000 Einwohner: Kostenloser ÖPNV seit dem 28. Oktober 2017.[317]
- Ostrzeszów, 14.000 Einwohner: Kostenloser ÖPNV seit April 2022.[318]
- Otwock, 44.000 Einwohner: Seit 2023 kostenloser ÖPNV mit zwei Buslinien.[319] Im Frühjahr 2024 wurde eine weitere kostenlose Buslinie eingerichtet, die Otwock mit der Metro Warschau verbindet.[320]
- Prudnik, 21.000 Einwohner: Seit 2022 kostenloser ÖPNV.[321]
- Racibórz 54.000 Einwohner: Seit dem 1. März 2024 sind die öffentlichen  Verkehrsmittel in Racibórz kostenlos.[322]
- Radomsko, 45.000 Einwohner: Einwohner können den ÖPNV der Stadt seit Januar 2023 gratis nutzen.[323]
- Siemiatycze, 14.000 Einwohner: Kostenloser ÖPNV seit November 2024.[324]
- Sokołów Podlaski, 19.000 Einwohner: Kostenfreier ÖPNV.[325]
- Śrem, 29.000 Einwohner: Seit 2016 kostenloser ÖPNV.[326]
- Stalowa Wola, 60.000 Einwohner: Kostenloser Verkehr für Einwohner seit September 2024.[327]
- Starachowice, 48.000 Einwohner: Der ÖPNV ist seit April 2022 für Einwohner kostenlos.[328]
- Świnoujście, 41.000 Einwohner: Die städtische Fähre, die Usedom mit Wolin verbindet, kann gratis benutzt werden.[329] Personen ab 70 Jahren können die städtischen Busse kostenfrei benutzen.[330]
- Szczecinek, 40.000 Einwohner: Kostenloser ÖPNV seit September 2019.[331]
- Tczew, 59.000 Einwohner: Kostenloser Nahverkehr seit September 2023.[332]
- Tomaszów Mazowiecki, 61.000 Einwohner: Kostenloser ÖPNV für Residenten seit 2018.[333]
- Ustka, 15.000 Einwohner: Kostenloser Nahverkehr für Residenten und Personen ab 70 Jahren.[334]
- Wałcz, 25.000 Einwohner: Kostenloser ÖPNV seit April 2024.[335]
- Warschau, 1.862.000 Einwohner: Grundschüler (bis 8. Klasse), die in Warschau zur Schule gehen, fahren frei.[336]
- Włocławek, 109.000 Einwohner: Senioren ab 65 Jahren fahren  gratis.[337]
- Zakopane 27.000 Einwohner: Seit 2024 freie Fahrt für Einwohner und generell für Personen ab 70 Jahren.[338]
- Złotoryja, 15.000 Einwohner: Kostenloser ÖPNV seit April 2025.[339]
- Żory, 63.000 Einwohner: Kostenloser ÖPNV seit 1. Mai 2014.[340]

### Portugal
Seit 1. Dezember 2024 werden junge Menschen bis zum Alter von 23 Jahren im öffentlicher Nahverkehr kostenlos befördert. Als Altersnachweis dient der Personalausweis.
- Bragança, 35.000 Einwohner: Freier ÖPNV seit 2020.[342]
- Cascais, 206.000 Einwohner: Einwohner, Studierende und Arbeitnehmer der Gemeinde  können seit 2020 die städtischen Busse kostenlos benutzen.[343]
- Funchal, 106.000 Einwohner: Seit 2024 freie Beförderung von Schülern und Studenten bis zu 23 Jahren und Personen ab 65 Jahren. Voraussetzung ist ein Wohnsitz in Funchal.[344]
- Lissabon, Portugal, 546.000 Einwohner: Seit dem 25. Juli 2022 können Personen bis zum Alter von 18 Jahren, Studenten bis zum Alter von 23 Jahren und Personen ab 65 Jahren den ÖPNV Lissabons kostenlos benutzen. Voraussetzung ist, dass sie in Lissabon leben.[345]
- Porto, 232.000 Einwohner: Kinder bis zu 12 Jahren werden gratis befördert. Jugendliche Einwohner Portos (13 bis 18 Jahre) werden ebenfalls gratis befördert.[346]
- Torres Novas, 34.000 Einwohner: Kostenloser ÖPNV seit Januar 2024.[347]

### Rumänien
Die staatliche Eisenbahngesellschaft Căile Ferate Române befördert Schüler kostenfrei. Auch Studenten, bei denen ein oder beide Elternteile verstorben sind, werden kostenlos befördert.
- Arad (Rumänien), 145.000 Einwohner: Freier ÖPNV an Freitagen seit dem 7. Juli 2023.[349]
- Bukarest, 1.717.000 Einwohner: Rentner mit ständigem Wohnsitz in Bukarest sowie Schüler und städtische Angestellte können Busse und Strassenbahnen der Stadt gratis benutzen.[350]
- Cluj-Napoca, 287.000 Einwohner: Der ÖPNV kann seit 2021 an Freitagen kostenlos benutzt werden.[351] Rentner können den ÖPNV generell kostenlos benutzen.[352]
- Mangalia, 32.000 Einwohner: Im August 2022 wurde ein kostenloser Nahverkehr mit Elektrobussen eingeführt.[353]

### Russland
- Tscherjomuschki, Russland, 8.300 Einwohner, vermutlich seit Eröffnung 1991: eine einzelne Linie, die die Ortschaft mit dem Kraftwerk am Sajano-Schuschensker Stausee verbindet.[354]

### Schweden
- Göteborg, 573.000 Einwohner: Senioren ab 65 Jahren haben mit der Seniorkort freie Fahrt auf den Bussen und Fähren von Västtrafik sowie auf der S-Bahn Pendeltåg. Die Freifahrt gilt an Werktagen zwischen 6 und 8:30 Uhr sowie zwischen 15 und 18 Uhr nicht.[355]
- Helsingborg, 104.000 Einwohner: Senioren ab 75 Jahren haben mit dem Seniorbiljett freie Fahrt. Die Freifahrt gilt an Werktagen zwischen 4 und 9 Uhr sowie zwischen 15 und 18 Uhr nicht.[356]
- Malmö, 302.000 Einwohner: Senioren ab 70 Jahren haben mit der Jojo Senior-Karte freie Fahrt. Die Freifahrt gilt an Werktagen zwischen 4 und 9 Uhr sowie zwischen 15 und 18 Uhr nicht.[357]
- Stockholm: Freie Beförderung von Kindern bis zu 11 Jahren in Begleitung eines Erwachsenen.[358]

### Schweiz
- Im Kanton Genf ist der ÖPNV, bezw. das Unireso-Abonnement, welches zur freien Fahrt berechtigt, für junge Menschen unter 18 Jahre, die im Kanton wohnen, seit 1. Januar 2025[359] kostenlos.[360] Für innerhalb des Kantons in Ausbildung befindliche Menschen bis einschließlich 24 Jahre, die im oder außerhalb des Kantons wohnen, ebenso.[361][362] Auch außerhalb des Kantons in Ausbildung befindliche Menschen, bis einschließlich 24 Jahre, die im Kanton wohnen, können von einem Gratis-ÖV-Abonnement profitieren. Darüber hinaus gilt das Angebot auch für im Kanton wohnende Menschen mit geringem Einkommen bis einschließlich 24 Jahre. Dafür muss das Jahreseinkommen unter 50.000 CHF liegen.[361]

### Serbien
- Belgrad, 1.384.000 Einwohner: Kostenfreier Nachtverkehr (0 bis 4 Uhr) seit Mai 2023. Freie Beförderung von Schülern bis zu 19 Jahren und Senioren ab 65 Jahren.[363] Seit dem 1. Januar 2025 ist der ÖPNV Belgrads für alle kostenfrei.[364]
- Jagodina, 36.000 Einwohner: Seit Februar 20219 kostenfreier ÖPNV für Einwohner.[365]
- Niš, 260.000 Einwohner: Seit 1. Juli 2025 kostenlose Beförderung für alle (auch für Personen ohne Wohnsitz in Niš).[366] Zuvor wurden ab Mai 2024 Einwohner ab 65 Jahren gratis befördert.[367]

### Slowakei
Die slowakische Eisenbahn Železničná spoločnosť Slovensko befördert alle Personen unter 15 Jahren und ab 62 Jahren kostenlos (außer in IC- und Railjet-xpress-Zügen). Es muss jedoch zuvor ein Freifahrtausweis an einem Fahrkartenschalter ausgestellt werden.
- Bratislava, 477.000 Einwohner: Personen ab 70 Jahren fahren gratis, müssen sich zuvor jedoch einen SeniorPas ausstellen lassen.[369]
- Košice, 232.000 Einwohner. Personen ab 70 Jahren fahren gratis.[370]
- Prešov, 83.000 Einwohner: Seit September bzw. Oktober 2023 erhalten Einwohner bis zum Alter von 18 Jahren und ab 62 Jahren Jahreskarten zum symbolischen Preis von 1 Euro.[371] Slowakische Bürger ab 70 Jahren fahren gratis.[372]
- Žilina, 80.000 Einwohner: Personen ab 70 Jahren fahren kostenlos, außerdem Personen, die ein Kind im Kinderwagen bei sich haben.[373]

### Slowenien
Seit Juli 2020 ist es für Rentner und generell für nicht mehr erwerbstätige Personen ab 65 Jahren möglich, sich eine Jahreskarte zur kostenlosen Benutzung der Eisenbahn, der Fernbusse und des ÖPNV in Slowenien ausstellen zu lassen. Die Karte gilt für ein Jahr und kostet eine Gebühr von 3 Euro. Bei Zusendung durch die Post fallen weitere 3 Euro Gebühren an.
- Velenje, 33.000 Einwohner: Kostenloser ÖPNV für Einwohner.[375]

### Spanien
Für 2024 wurde angekündigt, dass Personen im Alter bis zu 30 Jahren sowie Arbeitslose den öffentlichen Verkehr gratis benutzen können.
- Almuñécar: Residenten ab 65 Jahren fahren seit Ende April 2022 kostenlos mit den lokalen Bussen.[377]
- In Galicien können Busse von Residenten ab 65 Jahren ab 2024 gratis benutzt werden.[378]
- Auf den Kanaren können Busse und die Strassenbahn Teneriffa seit Januar 2023 kostenfrei benutzt werden. Voraussetzung ist jedoch, dass man eine Mindestanzahl von Fahrten pro Monat durchführt. Diese wurde auf 15 festgelegt.[379] Seit Oktober 2023 sind es nur noch 10 Fahrten pro Monat.[380] Auch 2025 ist der Verkehr für Einwohner kostenfrei.[381]
- In Madrid fahren Personen ab 65 Jahren seit 2023 gratis.[382] Im 2. Halbjahr 2025 wurde die Freifahrt auf Kinder zwischen 7 und 14 Jahren erweitert.[383]
- Auf der Insel Mallorca können Busse und Züge von Residenten seit 2023 kostenlos benutzt werden.[384] Überlandbusse, Züge und die Metro de Palma können von Residenten auch 2024 kostenlos benutzt werden.[385] Die Stadtbusse in Palma de Mallorca können bis Ende 2024 von Residenten ebenfalls gratis benutzt werden.[386] Auch 2025 sind die Verkehrsmittel auf Mallorca für Residenten weiter kostenfrei.[387]
- Marbella: Seit 2019 kostenloser Nahverkehr für Residenten.[388]
- In Valencia war der öffentliche Nahverkehr für Personen im Alter bis zu 30 Jahren kostenlos. Das galt bis Juni  2025.[389]

### Südkorea
Seit 1984 können die U-Bahnen Südkoreas von Personen ab 65 Jahren kostenlos benutzt werden (gilt nur Personen mit Wohnsitz in der jeweiligen Stadt).

### Tschechien
- Brünn, 396.000 Einwohner: Personen ab 70 Jahren haben freie Fahrt im ÖPNV.[391]
- Budweis, 96.000 Einwohner: Senioren ab 70 Jahren fahren gratis.[392]
- Decin, 47.000 Einwohner: Senioren ab 70 Jahren fahren gratis.[393]
- Jihlava, 53.000 Einwohner: Seit 2024 kostenfreie Beförderung von Senioren ab 75 Jahren.[394]
- Kolin, 33.000 Einwohner: Kostenfreier Nahverkehr seit 2023.[395]
- Liberec, 107.000 Einwohner: Personen ab 70 Jahren fahren gratis.[396]
- Litoměřice, 23.000 Einwohner: Seit Mai 2018 kostenloser ÖPNV für alle.[397]
- Olmütz, 101.000 Einwohner: Alle Personen ab 65 Jahren haben freie Fahrt – hierfür ist lediglich ein Ausweis oder Reisepass als Altersnachweis vorzulegen.[398]
- Ostrava, 284.000 Einwohner: Personen ab 65 Jahren werden gratis befördert. Senioren im öffentlichen Nahverkehr von Ostrava müssen nicht nur ihr Alter mit ihrem Personalausweis nachweisen, sondern auch regelmäßig einen kostenlosen Coupon auf die ODIS-Karte – eine kontaktlose Chipkarte – laden.[399]
- Pilsen, 181.000 Einwohner: Kostenloser Nahverkehr für Senioren (ab 65 Jahre).[400] Kinder bis zu 14 Jahren mit Pilsen Card haben ebenfalls freie Fahrt.[401]
- Prag, 1.357.000 Einwohner: Seit dem 1. August 2021 werden Kinder bis zu 14 Jahren und Senioren ab 65 Jahren im Prager ÖPNV kostenlos befördert.[402]
- Zlínský kraj, 581.000 Einwohner: Senioren ab 75 Jahren werden seit dem 15. Juni 2025 kostenlos in Regionalbussen und Regionalzügen befördert.[403]

### Türkei
Verkehrsmittel des öffentlichen Nahverkehrs können von türkischen Staatsbürgern ab 65 Jahren kostenlos benutzt werden.

### Ukraine
Rentner werden seit 1993 kostenlos im ÖPNV befördert.
- Charkiw, 1.421.000 Einwohner: Kostenloser ÖPNV.[407]
- Krywyj Rih, 625.000 Einwohner: Kostenloser Nahverkehr seit Ende April 2022.[408]

### Ungarn
Seit März 2024 fahren alle Personen ab 65 Jahren und unter 14 Jahren in der 2. Klasse der ungarischen Eisenbahn kostenlos. Busse der Firma Volán können ebenfalls von Personen ab 65 Jahren und unter 14 Jahren kostenlos benutzt werden.
- Der ÖPNV von Budapest kann von Personen ab 65 Jahren kostenlos benutzt werden.[411] Seit September 2021 können auch Kinder unter 14 Jahren den ÖPNV Budapest kostenlos nutzen.[412] Registrierte Arbeitssuchende erhalten kostenlose Monatskarten.[413]
- Der ÖPNV von Debrecen kann von Personen ab 65 Jahren kostenlos benutzt werden.[414]
- Seit 2024 ist der ÖPNV in Tata kostenlos.[415]

### Usbekistan
Die Metro Taschkent kann seit April 2023 von Rentnern ohne zeitliche Beschränkung kostenlos genutzt werden. Die kostenlose Benutzung ist bereits seit 2017 möglich, war jedoch zunächst auf die Zeit von 10 bis 16 Uhr beschränkt.

### Vereinigtes Königreich

#### England und Wales
- In England und Wales gibt es Buspässe für Senioren, die zur Freifahrt in lokalen Bussen berechtigen. In Wales beträgt das Mindestalter 60 Jahre, in England ist es das State Pension age (Stand 2024: 66 Jahre). In England gelten Buspässe für Senioren an Werktagen nur zwischen 9:30 Uhr und 23 Uhr.[417] In Wales gilt die Freifahrt auch auf einigen Bahnlinien, jedoch z. T. nur zwischen Oktober und März (so etwa auf der Heart of Wales Line).[418]
- Senioren ab 60 Jahren, die in London leben, erhalten die Oyster-Card für den ÖPNV gratis. Diese gilt jedoch in manchen Verkehrsmitteln an Werktagen erst ab 9 bzw. 9:30 Uhr. Für die Ausstellung der Karte wird eine einmalige Gebühr von 20 Pfund (ca. 23,60 Euro) erhoben.[419]
- Armeeveteranen und deren Hinterbliebene können eine Veterans Oyster photocard erhalten, mit der der ÖPNV in London kostenfrei benutzt werden kann (z. T. mit zeitlichen Einschränkungen).[420]
- Kinder von 5 bis 10 Jahren fahren mit einer entsprechenden 5-10 Zip Oyster photocard in London ebenfalls kostenlos. Für die Ausstellung der Karte wird eine einmalige Gebühr von 10 Pfund (ca. 11,90 Euro) erhoben.[421]
- In Greater Manchester können 16- bis 18-Jährige den kostenlosen Buspass Our Pass erhalten. Für die Ausstellung der Karte wird eine einmalige Gebühr von 10 Pfund erhoben.[422]
- In den Zügen der Gesellschaft Transport for Wales/Trafnidiaeth Cymru fahren Kinder unter 11 Jahren gratis. Kinder unter 15 Jahren fahren in Begleitung eines zahlenden Volljährigen ebenfalls frei, was jedoch nicht an Werktagen zur Hauptverkehrszeit gilt.[423]
- Die Woolwich-Fähre in London kann kostenlos benutzt werden.[424]
- In der Innenstadt von Manchester verkehren 2 kostenlose Buslinien.[425]

#### Nordirland
Einwohner Nordirlands erhalten dort ab 60 Jahren mit dem 60+ SmartPass freie Fahrt in Bussen und Bahnen. Einwohner ab 65 Jahren, die in Nordirland leben, erhalten einen Senior (65+) SmartPass, welcher anders als der 60+ SmartPass auch in Irland gilt. Beide Pässe sind kostenlos. Die Freifahrt ab 65 Jahren wurde 2001 eingeführt und 2008 auf alle Personen ab 60 Jahren ausgeweitet.

#### Schottland
- Personen zwischen 5 und 21 Jahren, die in Schottland leben, können mit der National Entitlement Card (NEC) oder der Young Scot NEC alle Bussysteme Schottlands gratis benutzen.[428]
- Bewohner Schottlands ab dem Alter von 60 Jahren erhalten die National Entitlement Card, mit der sie sie gratis alle städtischen Busse und Fernbusse in Schottland benutzen können.[429]

### Vereinigte Staaten
Ein Schwerpunkt des kostenlosen Nahverkehrs ist Virginia, wo ein Viertel der Transportsysteme kostenlos sind. Im Staat Washington können Jugendliche bis zum Alter von 18 Jahren seit September 2022 Busse und Bahnen des Bundesstaates gratis benutzen.
- Albuquerque, 565.000 Einwohner: Freie Beförderung durch das Albuquerque Rapid Transit System und den Behindertenfahrdienst Sun Van Paratransit Service.[432] Nach einer zweijährigen Pilotphase wurde im November 2023 entschieden, dass der Nahverkehr dauerhaft kostenfrei bleibt.[433]
- Alexandria (Virginia), 159.000 Einwohner: Das städtische DASH-Bussystem kann seit September 2021 gratis benutzt werden.[434]
- Anchorage, 291.000 Einwohner: Seit dem 10. Juli 2025 kostenloser Nahverkehr für Personen bis zu 18 Jahren.[435] Jeden Mittwoch freie Beförderung von Senioren ab 60 Jahren.[436]
- Anne Arundel County, 588.000 Einwohner: Kostenloser ÖPNV.[437]
- Athens (Georgia), 127.000 Einwohner: Kostenloser Nahverkehr für alle.[438]
- Austin 962.000 Einwohner: Freie Beförderung für alle unter 18, Studenten der University of Texas at Austin, des Austin Community College sowie für städtische Beschäftigte.[439]
- Baltimore, 586.000 Einwohner: Kostenlose Beförderung auf 4 Linien in der Innenstadt (Charm City Circulator).[440] Seit dem 27. Juli 2025 ist der ÖPNV für Kinder bis zu 12 Jahren kostenlos. Schüler, die in Baltimore zur Schule gehen, erhalten seit diesem Zeitpunkt Pässe, mit denen der ÖPNV zeitlich unbeschränkt kostenlos benutzt werden kann.[441]
- Berks County, 429.000 Einwohner: Freie Beförderung von Senioren (ab 65 Jahren). Notwendig dafür ist der Besitz einer PA Department of Transportation Senior Citizen ID Card.[442]
- Blacksburg (Virginia), 45.000 Einwohner: Kostenfreier Nahverkehr seit Dezember 2022.[443]
- Bossier City, 63.000 Einwohner: Kostenloser ÖPNV bis 2025.[444]
- Boston, 676.000 Einwohner: Seit März 2022 können 3 Buslinien der Stadt kostenlos genutzt werden. Dies galt zunächst bis Februar 2024, wurde aber bis März 2026 verlängert.[445] Kinder bis zum Alter von 11 Jahren fahren generell kostenlos.[446]
- Brockton (Massachusetts), 106.000 Einwohner, und Nachbarorte: Freier ÖPNV seit Dezember 2023, aktuell bis Juni 2026.[447]
- Cape Cod, 220.000 Einwohner: Seit Februar 2024 freie Beförderung für Personen ab 60 Jahren und Behinderte.[448] Seit dem 21. Juni 2025 ist der ÖPNV für alle Nutzer gratis.[449]
- Charlottesville, 47.000 Einwohner: Kostenfreier Nahverkehr für alle bis 30. Juni 2026.[450]
- Clemson (South Carolina), 18.000 Einwohner: Kostenloser ÖPNV.[451]
- Colorado Springs, 479.000 Einwohner: Seit 2022 ist der ÖPNV von Juni bis August kostenlos, um die Konzentration von Ozon in der Luft zu verringern.[452] In der Innenstadt von Colorado Springs verkehrt ganzjährig ein kostenloser Shuttlebus (THE ZEB).[453]
- Commerce, 12.500 Einwohner: Kostenfreier Nahverkehr für alle.[454]
- Denver, 716.000 Einwohner: Freie Beförderung für Personen bis zu 19 Jahren. Nach einem einjährigen Pilotprojekt, welches im September 2023 begann, beschloss die Stadt, die Freifahrt dauerhaft anzubieten.[455]
- Detroit, 639.000 Einwohner: Die Straßenbahn Detroit fährt auf einer Linie in und nahe der Innenstadt und soll bis 2039 kostenlos nutzbar bleiben.[456] Der Detroit People Mover, ein Hochbahnsystem, welches die Innenstadt von Detroit umschließt, ist seit 2024 kostenlos.
- Eagle County, 56.000 Einwohner: Freie Beförderung von Personen bis zu 18 Jahren von November 2024 bis Oktober 2025.[457]
- Florence County (South Carolina), 136.000 Einwohner: Kostenloser ÖPNV seit dem 11. August 2025.[458]
- Fort Collins, 170.000 Einwohner: Kostenloser ÖPNV seit 2020.[459]
- Franklin County (Massachusetts), 71.000 Einwohner: Kostenloser ÖPNV.[460]
- Gainesville (Florida), 141.000 Einwohner: Seit 2021 kostenloser ÖPNV für alle ab 65 Jahren und bis zu 18 Jahren.[461]
- Houston, 2.305.000 Einwohner: Senioren ab 70 Jahren fahren mit der METRO Q® Fare Card gratis.[462]
- Hawaii (Insel), 198.000 Einwohner: Kostenloser ÖPNV seit 2022. Das Freifahrtprogramm wurde später bis Ende 2025 verlängert.[463]
- Iowa City, 75.000 Einwohner: Seit August 2023 ist der Nahverkehr für zwei Jahre kostenlos.[464] Im Juli 2025 wurde der Gratis-ÖPNV bis Ende Juni 2026 verlängert.[465]
- Irvine (Kalifornien), 308.000 Einwohner: Kostenloses Bussystem Irvine CONNECT.[466]
- Jacksonville (Florida), 950.000 Einwohner: In Jacksonville verkehrt an Werktagen eine kostenlos benutzbare Einschienenbahn (Skyway).[467]
- Kansas City (Missouri), 508.000 Einwohner: Die Straßenbahn Kansas City kann seit ihrer Eröffnung 2016 kostenfrei benutzt werden. 2020 wurde die Kostenfreiheit auf den gesamten Nahverkehr ausgeweitet.[468] Die Kostenfreiheit gilt bis Oktober 2025.[469] Ein im August 2025 ausgehandelter Verkehrsvertrag der Kansas City Area Transportation Authority mit der Stadt Kansas City sieht die Wiedereinführung eines Fahrgelds von $2 nach der technischen Erneuerung des Vertriebssystems vor. Mit der Einigung konnten Angebotskürzungen im Busverkehr abgewendet werden, es soll Freifahrscheine für berechtigte Personengruppen geben.[470]
- Lawrence (Kansas), 94.000 Einwohner: Kostenloser ÖPNV seit 2023.[471]
- Lewis County (Washington), 82.000 Einwohner: Kostenloser ÖPNV.[472]
- Los Angeles, 3.899.000 Einwohner: Seit Oktober 2021 freie Beförderung von Studenten der Community Colleges.[473] Das Freifahrtprogramm läuft aktuell bis Juli 2025.[474]
- Loudoun County, 421.000 Einwohner: Innerhalb des County verkehrende Busse (Local Bus Service) sind seit 2025 kostenlos.[475]
- Manatee County, 400.000 Einwohner: Kostenfreier Busverkehr seit November 2022.[476]
- Martha’s Vineyard, 15.000 Einwohner: Kostenloser ÖPNV bis zum 30. September 2025.[477]
- Mason County (Washington), 66.000 Einwohner: Seit 2023 kostenloser ÖPNV für alle Nutzergruppen.[478]
- Maui, 144.000 Einwohner: Personen ab 55 Jahren und Behinderte fahren seit März 2024 gratis.[479]
- Miami, 442.000 Einwohner: Der Miami-Dade Metromover fährt seit seiner Einführung 1986 kostenlos.
- Milwaukee, 577.000 Einwohner: Die Straßenbahn Milwaukee fährt mit Stand 2024 bis auf Weiteres kostenlos.[480]
- Minneapolis, 430.000 Einwohner: Von Juli 2023 bis Ende 2024 konnten 2 Buslinien der Stadt kostenlos benutzt werden.[481]
- Montgomery County (Maryland), 1.062.000 Millionen Einwohner: Kosten- und fahrscheinlose Nutzung seit 29. Juni 2025 für ganzes Bussystem des Montgomery County Department of Transportation, gegliedert in Buslinien „Ride On“, Schnellbusse „Ride On extRa“, Bus Rapid Transit „Flash Buses“, Rufbusse „Ride On Flex“.[482]
- Mountain View (Santa Clara County, Kalifornien), 82.000 Einwohner: Kostenloser Busverkehr (Mountain View Community Shuttle (täglich) und MVgo Shuttle (an Werktagen in der Hauptverkehrszeit)).[483]
- New Orleans, 384.000 Einwohner: In New Orleans wurde ein einjähriges Pilotprojekt zur freien Beförderung der Opportunity Youth (Personen zwischen 16 und 24 Jahren) angekündigt. Das Programm läuft von September 2024 bis August 2025.[484]
- New York City, 8.804.000 Einwohner: Die Staten Island Ferry kann seit 1997 kostenfrei und fahrscheinlos von Fußgängern und Radfahrern benutzt werden, die Betriebskosten trägt das New York City Department of Transportation. Die Buslinie Q70 im Stadtbezirk Queens zum LaGuardia Airport ist seit Mai 2022 für alle Fahrgäste kostenfrei und fahrscheinlos nutzbar.[485] Schüler erhalten für den Zugang zum städtischen Nahverkehr eine kostenlose Student OMNY Card, die seit Juli 2024 an allen Tagen und zu allen Zeiten gültig ist.[486] 2025 machte der Bürgermeisterkandidat New York Citys, Zohran Mamdani, kostenlose Busse zu einem Kernbestandteil seiner Wahlkampagne.[487]
- Olympia (Washington), 56.000 Einwohner: Kostenloser Nahverkehr seit 2020.[488]
- Petaluma, 60.000 Einwohner: Seit Juli 2024 kostenloser ÖPNV für alle (bis Juni 2025).[489]
- Philadelphia, 1.604.000 Einwohner: Freie Beförderung für Senioren ab 65 Jahren mit der SEPTA Senior Fare Card.[490] Freie Beförderung für alle 22.000 städtischen Angestellten.[491]
- Pittsburgh, 303.000 Einwohner: Die 6 nördlichsten Stationen der Stadtbahn Pittsburgh können kostenfrei benutzt werden (Free fare T Zone).[492]
- Prince George’s County, 967.000 Einwohner: Kostenloser ÖPNV seit dem 30. Juni 2025.[493]
- Raleigh (North Carolina), 468.000 Einwohner: Freier ÖPNV für Personen zwischen 13 und 18 Jahren und ab 65 Jahren. Kinder bis zu 12 Jahren fahren in Begleitung eines Erwachsenen ebenfalls frei.[494]
- Richmond (Virginia), 227.000 Einwohner: Kostenfreier Nahverkehr bis Juli 2026.[495]
- Rockford (Illinois), 149.000 Einwohner: Seit Februar 2025 kostenloser ÖPNV für Studenten der Rockford University und anderer Hochschulen der Stadt. Zuvor wurde bereits die Freifahrt für Schüler und Veteranen eingeführt.[496]
- Salt Lake City, 200.000 Einwohner: Busse und die Straßenbahn Salt Lake City können innerhalb der Free Fare Zone kostenlos benutzt werden.[497]
- San Antonio, 1.435.000 Einwohner: Senioren mit einem VIA-Ermäßigungsausweis fahren an Wochenenden gratis. Den VIA-Ermäßigungsausweis erhalten Personen ab 62 Jahren.[498]
- San Diego County, 3.299.000 Einwohner: Der ÖPNV kann seit Mai 2022 von Personen bis zu 18 Jahren im Rahmen des Youth Opportunity Program kostenfrei benutzt werden. Das Programm läuft Ende Juni 2026 aus.[499]
- San Francisco, 874.000 Einwohner: Freie Beförderung für alle Personen bis zu 18 Jahren. Freie Beförderung für Senioren ab 65 Jahren mit niedrigem und mittlerem Einkommen (die Grenze für einen 1-Personen-Haushalt liegt bei 109.100 Dollar im Jahr (94.104 Euro)). Obdachlose können einen kostenlosen Access Pass erhalten. Alle genannten Möglichkeiten gelten nur für Verkehrsmittel der San Francisco Municipal Railway (Muni).[500]
- Saint Mary’s County, 114.000 Einwohner: Kostenloser ÖPNV ab Juli 2025, mindestens bis Juni 2026.[501]
- Santa Fe (New Mexico), 88.000 Einwohner: Freier ÖPNV für Personen bis zu 18 Jahren, Militärangehörige, Veteranen und städtische Angestellte.[502]
- Scottsdale, 241.000 Einwohner: 3 kostenlose Buslinien (Scottsdale Trolley) an Werktagen.[503]
- Shreveport, 188.000 Einwohner: Kostenloser ÖPNV bis 2025.[504]
- Sonoma-Marin Area Rail Transit: Die Bahnstrecke in Kalifornien kann von Personen bis zu 18 Jahren und ab 65 Jahren kostenlos benutzt werden. Ein Fahrschein ist nicht erforderlich.[505]
- St. Lucie County, 329.000 Einwohner: Freier ÖPNV für alle.[506]
- Summit County (Ohio), 540.000 Einwohner: Studenten und Beschäftigte der University of Akron fahren im ganzen County mit der ZipCard gratis.[507]
- Tampa, 385.000 Einwohner: Die Straßenbahn TECO Line Streetcar System kann kostenfrei benutzt werden.[508] Tampas Buslinie Nr. 1 ist seit dem 5. Januar 2025 kostenfrei nutzbar.[509]
- Tempe (Arizona): Freie Fahrt für Kinder und Jugendliche (6–18 Jahre) von Juni 2024 bis Ende Juni 2025.[510]
- Terre Haute, 58.000 Einwohner: Kostenloser ÖPNV seit dem 2. Januar 2025.[511]
- Tucson, 543.000 Einwohner: Seit März 2020 kostenloser ÖPNV.[512] Der Stadtrat entschied im August 2025, den kostenlosen Nahverkehr fortzusetzen.[513]
- Ulster County, 182.000 Einwohner: Kostenloser ÖPNV seit Oktober 2022.[514]
- Tri-Cities (Washington), 304.000 Einwohner: Freie Fahrt für Jugendliche (bis 18 Jahre), Senioren (ab 65 Jahre) und Veteranen.[515]
- Washington, D.C., 602.000 Einwohner: Die aus einer Linie bestehende Straßenbahn Washington, D.C. ist kostenlos nutzbar.[516] Freie Beförderung von Schülern (bis 21 Jahre) mit der Kids Ride Free SmarTrip card.[517]
- Worcester (Massachusetts), 207.000 Einwohner: Seit Frühjahr 2020 kostenloser ÖPNV, mindestens bis Juni 2025.[518]

Siehe auch
- Gemeinsamer Internationaler Tarif für die Beförderung von Personen
- Liste deutscher Tarif- und Verkehrsverbünde
- Liste der Schweizer Tarifverbünde
- Liste österreichischer Tarif- und Verkehrsverbünde
- Mobilitätsmanagement
- Multimodaler Verkehr
- Preissystem der Deutschen Bahn
- Roter-Punkt-Aktion
- Sanfte Mobilität
- Unentgeltliche Beförderung (Schwerbehinderte)
- Verkehrsgemeinschaft (Tarifgemeinschaft)
- Verkehrsverbund (Tarifverbund)